# Historia del Sudeste Asiático

La historia del Sudeste Asiático abarca los pueblos del Sudeste Asiático desde la prehistoria hasta el presente en dos subregiones distintas: El Sudeste Asiático continental (o Indochina) y el Sudeste Asiático marítimo (o Sudeste Asiático insular). El Sudeste Asiático continental comprende Camboya, Laos, Myanmar (o Birmania), Malasia peninsular, Tailandia y Vietnam, mientras que el Sudeste Asiático marítimo comprende Brunéi, las islas Cocos (Keeling), la isla de Navidad, Malasia oriental, Timor oriental, Indonesia, Filipinas y Singapur.
La presencia más temprana de homo sapiens en el Sudeste Asiático continental se remonta a hace 70 000 años y al menos 50 000 años en el Sudeste Asiático marítimo. Desde hace 25 000 años, grupos relacionados con Asia Oriental (Asia Oriental Basal) se expandieron hacia el Sudeste Asiático marítimo desde el Sudeste Asiático continental. Ya hace 10 000 años, los colonos hoabinhianos del Sudeste Asiático continental habían desarrollado una tradición y una cultura de producción de artefactos y herramientas distintivas. Durante el Neolítico, los pueblos austroasiáticos poblaron Indochina a través de rutas terrestres, y los inmigrantes austronesios procedentes del mar se asentaron preferentemente en el Sudeste Asiático marítimo. Las primeras sociedades agrícolas que cultivaban mijo y arroz húmedo surgieron hacia el 1700 a. C. en las tierras bajas y las llanuras aluviales de Indochina.
La cultura Phùng Nguyên (actual norte de Vietnam) y el yacimiento de Ban Chiang (actual Tailandia) dan cuenta del uso más temprano del cobre hacia el año 2000 a. C., seguidos por la cultura Dong Son, que hacia el año 500 a. C. había desarrollado una industria muy sofisticada de producción y procesamiento del bronce. Por la misma época, surgieron los primeros reinos agrarios allí donde el territorio era abundante y favorable, como Funan en el bajo Mekong y Van Lang en el delta del río rojo. Los principados más pequeños e insulares participaban y contribuían cada vez más al comercio marítimo, en rápida expansión.
La gran diversidad topográfica del Sudeste Asiático ha influido enormemente en su historia. Por ejemplo, el Sudeste Asiático continental, con su terreno continuo pero accidentado y difícil, sirvió de base a las primeras civilizaciones Cham, Jemer y Mon. El extenso litoral de la subregión y los grandes sistemas fluviales de los ríos Irrawaddy, Salween, Chao Phraya, Mekong y Rojo han orientado las actividades socioculturales y económicas hacia el océano Índico y el mar de la China Meridional.
En el Sudeste Asiático marítimo, salvo excepciones como Borneo y Sumatra, el mosaico de patrones tierra-mar recurrentes en islas y archipiélagos muy dispersos admitía estados talasocráticos de tamaño moderado indiferentes a las ambiciones territoriales, donde el crecimiento y la prosperidad estaban asociados al comercio marítimo. Desde aproximadamente el año 100 a. C., el Sudeste Asiático marítimo ha ocupado una posición central en la encrucijada de las rutas comerciales del Océano Índico y el Mar de China Meridional, estimulando enormemente su economía e influyendo en su cultura y sociedad. Durante los primeros siglos de la era común, la mayoría de los estados comerciales locales adoptaron selectivamente elementos hindúes indios de gobierno, religión, cultura y administración, lo que marcó el comienzo de la historia registrada en la zona y la continuación de un desarrollo cultural característico. La cultura china se difundió en la región de forma más indirecta y esporádica, ya que el comercio se basaba sobre todo en rutas terrestres como la Ruta de la Seda. Los largos periodos de aislacionismo chino y las relaciones políticas limitadas a procedimientos rituales de tributo impidieron una aculturación profunda.
El budismo, sobre todo en Indochina, empezó a influir en las estructuras políticas entre los siglos VIII y IX de nuestra era. Las ideas islámicas llegaron al Sudeste Asiático insular ya en el siglo VIII, y las primeras sociedades musulmanas de la zona surgieron en el siglo XIII. La era del colonialismo europeo, el principio de la Modernidad y la época de la Guerra Fría revelaron la realidad de la limitada importancia política de los diversos estados del Sudeste Asiático. La supervivencia y el progreso nacional tras la Segunda Guerra Mundial exigían un Estado moderno y una fuerte identidad nacional. La mayoría de los países modernos del Sudeste Asiático disfrutan de un grado de libertad política y autodeterminación sin precedentes en la historia y han adoptado el concepto práctico de cooperación intergubernamental en el seno de la Asociación de Naciones de Asia Sudoriental (ASEAN, del inglés Association of Southeast Asian Nations).

## Nombre

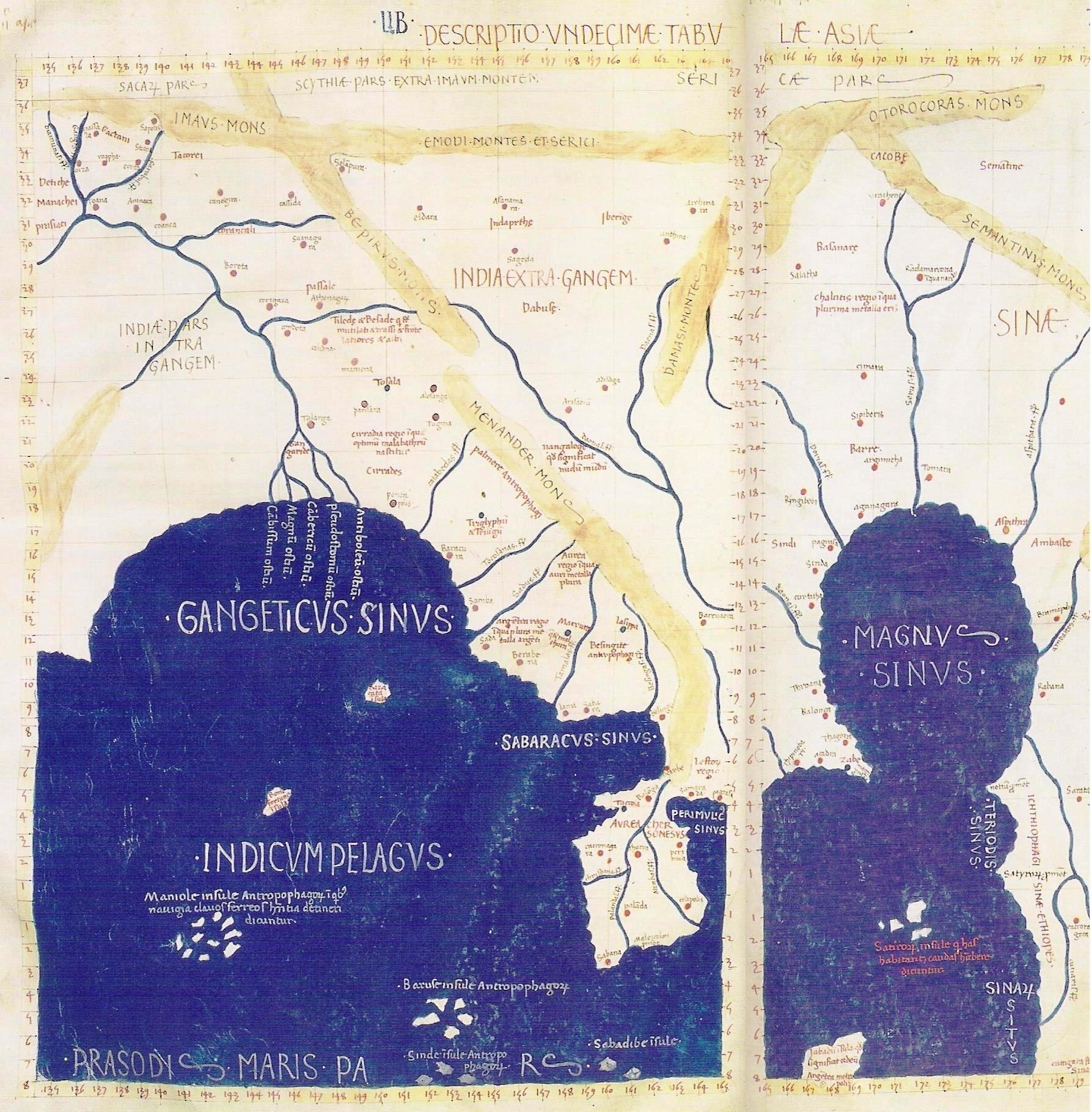
Detalle de Asia en el mapamundi de Ptolomeo. Golfo del Ganges a la izquierda, península del Sudeste Asiático en el centro escrita como Avrea Chersonesvs, Mar de China a la derecha, con Sinae (China).

Aunque existen numerosas denominaciones asiáticas históricas antiguas para el Sudeste Asiático, ninguna coincide geográficamente entre sí. Entre los nombres que hacen referencia al Sudeste Asiático se encuentran Suvarnabhumi o Sovannah Phoum (‘Tierra Dorada’) y Suvarnadvipa (‘Islas Doradas’) en la tradición india, las Tierras bajo los Vientos en Arabia y Persia, Nanyang (chino: 南洋; tdl. ‘Océano del Sur’) en China y Nan'yō (南洋) en Japón. Un mapamundi del siglo II creado por Ptolomeo de Alejandría nombra la península malaya como Chersonesus Aurea (tdl. ‘Península Dorada’).
El término Sudeste Asiático fue utilizado por primera vez en 1839 por el pastor estadounidense Howard Malcolm en su libro Viajes por el Sudeste Asiático. Malcolm sólo incluyó la parte continental y excluyó la marítima en su definición del Sudeste Asiático. El término se utilizó oficialmente para designar la zona de operaciones (el South East Asia Command, SEAC) de las fuerzas angloamericanas en el Teatro del Pacífico de la Segunda Guerra Mundial de 1941 a 1945.

## Prehistoria

### Paleolítico

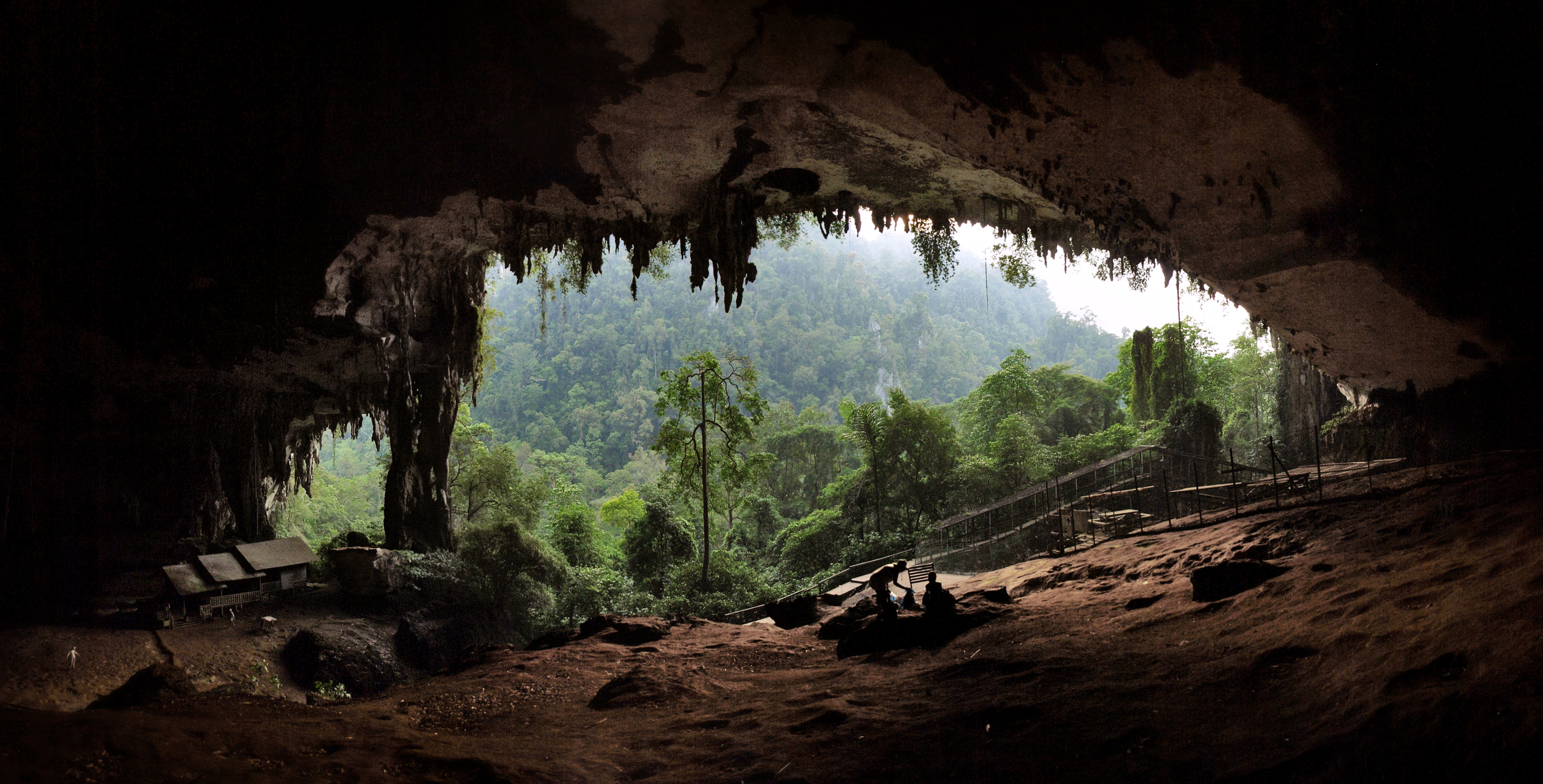
Entrada de la cueva de Niah al atardecer

La región ya estaba habitada por homo erectus desde hace aproximadamente 1 500 000 años, durante el Pleistoceno medio. El análisis de datos de conjuntos de herramientas de piedra y hallazgos fósiles de Indonesia, el sur de China, Filipinas, Sri Lanka y, más recientemente, Camboya y Malasia ha establecido rutas migratorias y episodios de presencia de homo erectus desde hace 120 000 años, con hallazgos aislados aún más antiguos que datan de hace 1,8 millones de años. El Hombre de Java (homo erectus erectus) y el homo floresiensis atestiguan una presencia regional sostenida y un aislamiento lo suficientemente prolongado como para que se produjera una notable diversificación de las especificidades de la especie. En las cuevas de Borneo se ha descubierto arte rupestre (arte parietal) de hace 40 000 años (actualmente el más antiguo del mundo). El homo floresiensis también vivió en la zona hasta hace al menos 50 000 años, tras lo cual se extinguió. Distintos grupos de homo sapiens, ancestrales de poblaciones de Eurasia oriental (relacionadas con Asia oriental) y de Eurasia meridional (relacionadas con Papúa), llegaron a la región entre 50 000 y 70 000 a. C., aunque algunos lo hicieron antes. Estos inmigrantes podrían haberse fusionado y reproducido hasta cierto punto con miembros de la población arcaica de homo erectus, como sugieren los fósiles descubiertos en la cueva de Tam Pa Ling. Durante gran parte de esta época, las actuales islas del oeste de Indonesia se unieron en una única masa continental conocida como Sondalandia debido a la bajada del nivel del mar.

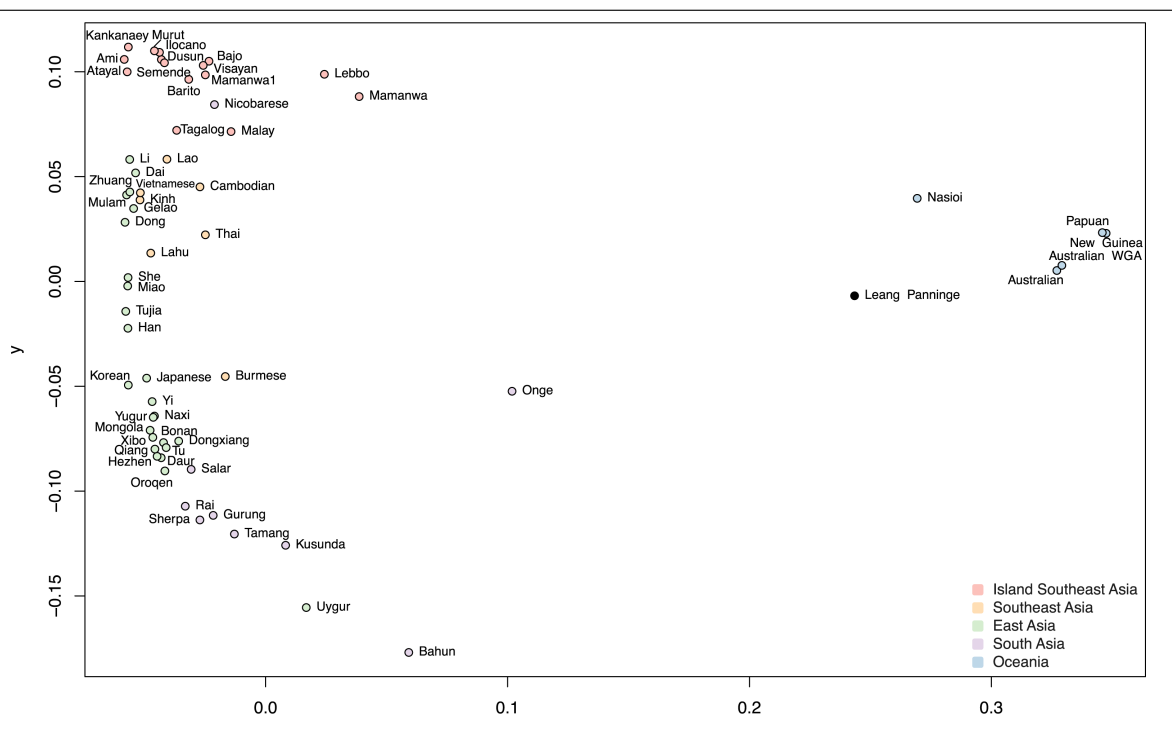
Diferencias genéticas entre Leang Panninge (un cazador-recolector del Holoceno en el Sudeste Asiático marítimo) y los grupos del Este y Sudeste Asiáticos y de Oceanía Próxima.

Restos antiguos de cazadores-recolectores del Sudeste Asiático, como un cazador-recolector del Holoceno de la cueva de Leang Panninge, en Sulawesi del Sur, tenían ascendencia tanto del linaje sur-euroasiático (representado por los papúes y los aborígenes australianos) como del linaje este-euroasiático (representado por los asiáticos orientales). El individuo, cazador-recolector, tenía aproximadamente un 50 % de ascendencia asiático oriental basal y se situaba entre los modernos asiáticos orientales y los papúes de Oceanía. Los autores que escribieron sobre el individuo llegaron a la conclusión de que los ancestros relacionados con Asia Oriental se expandieron desde Asia Sudoriental continental hacia Asia Sudoriental marítima mucho antes de lo que se había sugerido anteriormente, en una fecha tan temprana como el 25 000 a. C., mucho antes de la expansión de los grupos austroasiáticos y austronesios.
Recientemente se ha descubierto que la ascendencia distintiva de asiático oriental basal (euroasiática oriental) se originó en el Sudeste Asiático continental en ~50 000 a. C. y se expandió a través de múltiples oleadas migratorias hacia el sur y el norte, respectivamente. El flujo genético de ascendencia euroasiática oriental hacia el Sudeste Asiático marítimo y Oceanía se estima en ~25 000 a. C. (posiblemente ya en 50 000 a. C.). Las poblaciones sur-euroasiáticas preneolíticas del Sudeste Asiático marítimo fueron sustituidas en gran medida por la expansión de diversas poblaciones de Asia oriental, que comenzó alrededor del 25 000 a. C. desde el Sudeste Asiático continental. El Sudeste Asiático ya estaba dominado por ancestros relacionados con Asia Oriental en el 15 000 a. C., antes de la expansión de los pueblos austroasiáticos y austronesios.

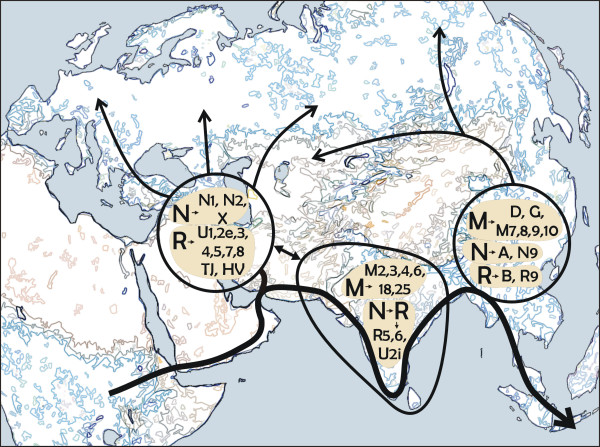
Representación del modelo de migración costera, con indicación del desarrollo posterior de los haplogrupos mitocondriales

Descensos oceánicos de hasta 120 m por debajo del nivel actual durante los periodos glaciares del Pleistoceno revelaron las vastas tierras bajas conocidas como Sondalandia, lo que permitió a las poblaciones de cazadores-recolectores acceder libremente al Sudeste Asiático insular a través de extensos corredores terrestres. La presencia humana moderna en la cueva de Niah, al este de Malasia, se remonta a 40 000 años a. p., aunque la documentación arqueológica del primer periodo de asentamiento sugiere sólo breves fases de ocupación. Sin embargo, el autor Charles Higham sostiene que, a pesar de los periodos glaciares, los humanos modernos fueron capaces de cruzar la barrera del mar más allá de Java y Timor, y que hace unos 45 000 años dejaron huellas en el valle de Ivane, al este de Nueva Guinea, «a una altitud de 2000 m explotando ñames y pandanos, cazando y fabricando herramientas de piedra hace entre 43 000 y 49 000 años».
El asentamiento más antiguo descubierto en Filipinas se encuentra en las cuevas de Tabon y data de unos 50 000 años a. p. Los objetos hallados, como jarras funerarias, cerámica, adornos de jade y otras joyas, herramientas de piedra, huesos de animales y fósiles humanos, datan de 47 000 años a. p. Los restos humanos desenterrados tienen una antigüedad aproximada de 24 000 años.
Los signos de una tradición temprana son perceptibles en el Hoabinhian, nombre dado a una industria y a una continuidad cultural de herramientas de piedra y artefactos de canto rodado que aparecen hacia el 10 000 a.p. en cuevas y abrigos rocosos descritos por primera vez en Hòa Bình (Vietnam) y documentados posteriormente en Terengganu (Malasia), Sumatra, Tailandia, Laos, Birmania, Camboya y Yunnan (sur de China). Las investigaciones destacan las considerables variaciones en la calidad y naturaleza de los artefactos, influidas por las condiciones ambientales específicas de la región y la proximidad y el acceso a los recursos locales. La cultura Hoabinhian representa los primeros enterramientos rituales verificados en el Sudeste Asiático.

### Migraciones neolíticas

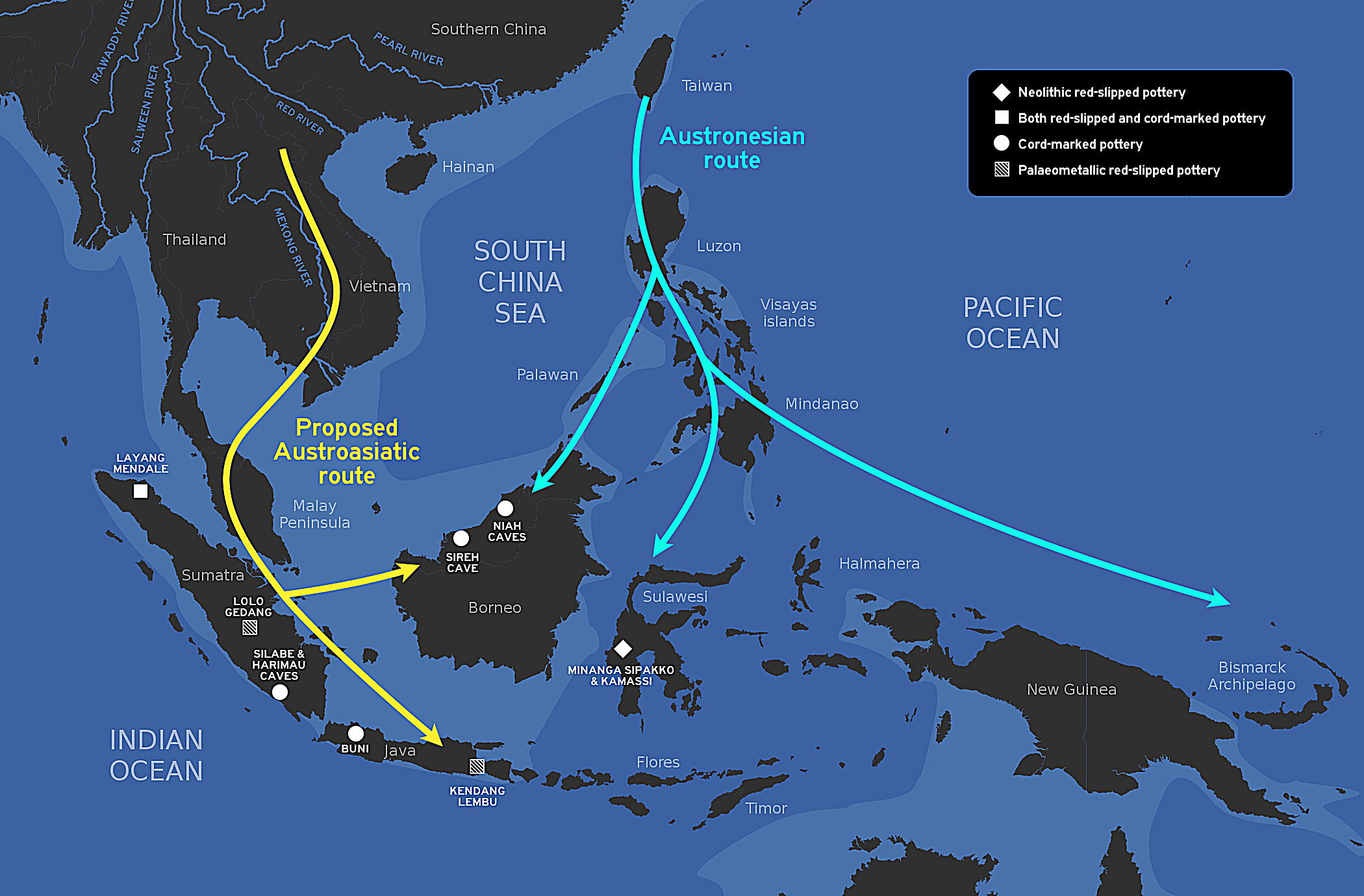
Rutas propuestas de las migraciones austroasiáticas y austronesias hacia Indonesia.

La expansión austronesia (3500 A.C.-1200 D.C.)

El Neolítico se caracterizó por varias migraciones hacia el Sudeste Asiático continental e insular desde el sur de China por parte de hablantes austronesios, austroasiáticos, kra-dai y hmong-mien.
El fenómeno migratorio más extendido fue la expansión austronesia, que comenzó hacia el 5500 a. p. (3500 a. C.) desde Taiwán y la costa meridional de China. Gracias a la invención temprana de los botes con balancín y los catamaranes, los austronesios colonizaron rápidamente las islas del Sudeste Asiático, antes de extenderse a Micronesia, Melanesia, Polinesia, Madagascar y las Comoras. Dominaron las tierras bajas y las costas del Sudeste Asiático insular, mezclándose con los pueblos indígenas negritos y papúes en diversos grados, dando lugar a los modernos Sudeste Asiáticos insulares, micronesios, polinesios, melanesios y malgaches.
La oleada migratoria austroasiática incluyó a los pueblos mon y jemer y emigró a las amplias llanuras aluviales fluviales de Birmania, Indochina y Malasia.

### Las primeras sociedades agrícolas

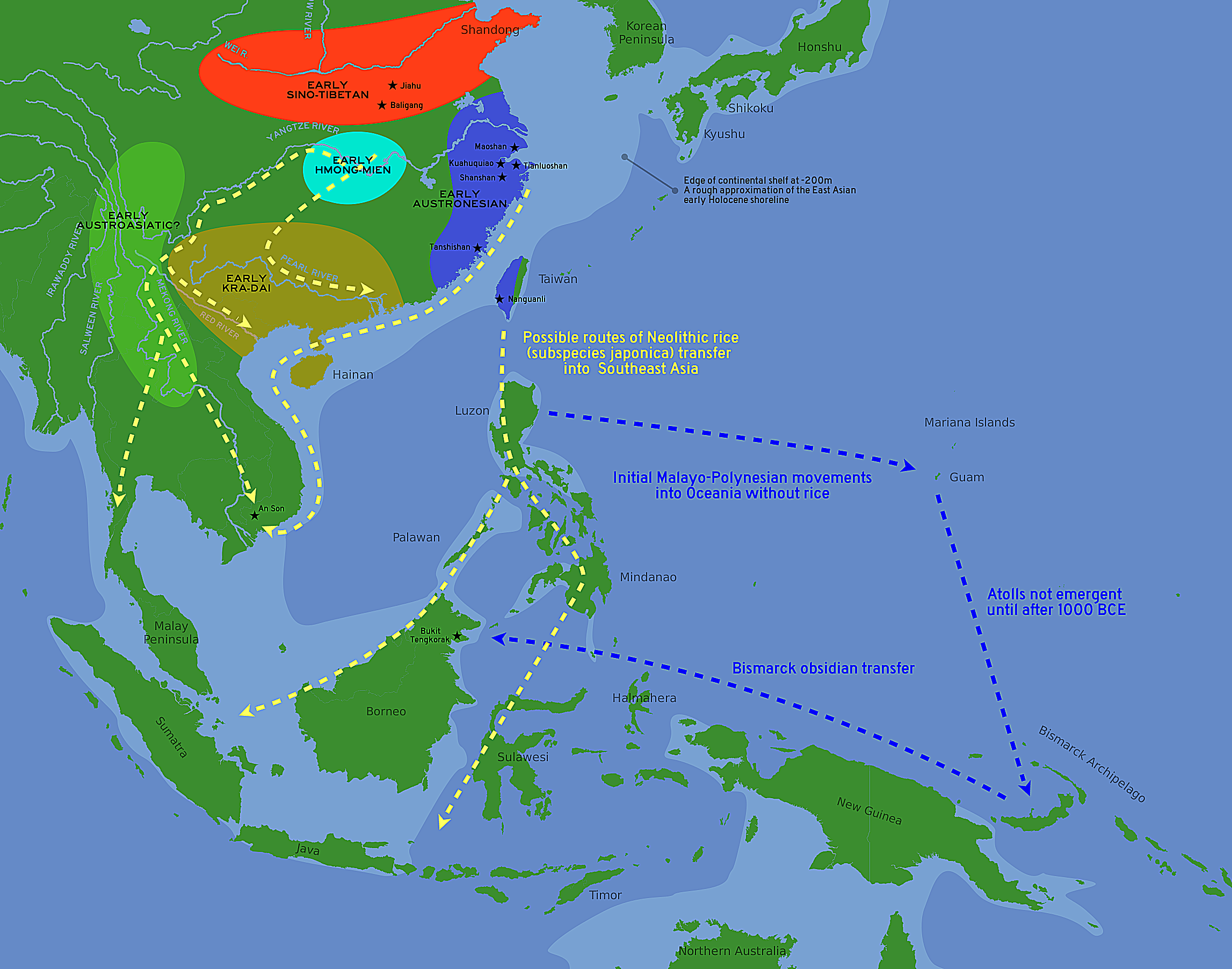
Posibles patrias de familias lingüísticas y probables rutas de transferencia temprana del arroz (c. 3500-500 a.C.). Las líneas costeras aproximadas durante el Holoceno temprano se muestran en azul más claro.

Los principados territoriales del Sudeste Asiático, tanto insulares como continentales, caracterizados como reinos agrarios, desarrollaron hacia el 500 a. C. una economía basada en el cultivo de excedentes y en un moderado comercio costero de productos naturales nacionales. Varios estados de la zona talasiana malayo-indonesia compartían estas características con los estados indochinos, como las ciudades-estado de Pyu en el valle del río Irawadi, el reino de Văn Lang en el delta del río Rojo y Funan en torno al bajo Mekong. Văn Lang, fundada en el siglo VII a. C., perduró hasta el 258 a. C. bajo la dinastía Hồng Bàng, como parte de la cultura Đông Sơn, que sustentaba una población densa y organizada que produjo una elaborada industria de la Edad del Bronce.
El cultivo intensivo del arroz húmedo en un clima ideal permitió a las comunidades agrícolas producir un excedente de cosecha regular que fue utilizado por la élite gobernante para criar, comandar y pagar fuerzas de trabajo para proyectos públicos de construcción y mantenimiento, como canales y fortificaciones.
Aunque el cultivo del mijo y el arroz se introdujo en torno al año 2000 a. C., la caza y la recolección siguieron siendo un aspecto importante de la provisión de alimentos, sobre todo en las zonas boscosas y montañosas del interior. Muchas comunidades tribales de los colonos aborígenes australo-melanesios continuaron con un estilo de vida de sustento mixto hasta la era moderna. Muchas zonas del Sudeste Asiático participaron en la Ruta Marítima del Jade, una variada red comercial basada en el mar que funcionó durante 3000 años, principalmente en el Sudeste Asiático, entre 2000 a. C. y 1000 d. C..

### Edad de Bronce Sudeste Asiático

Tambor Đông Sơn

Los primeros indicios conocidos de producción de cobre y bronce en el Sudeste Asiático se encontraron en Ban Chiang, en el noreste de Tailandia, y en la cultura Phùng Nguyên del norte de Vietnam hacia el año 2000 a. C.
La cultura Đông Sơn estableció una tradición de producción de bronce y fabricación de objetos de bronce y hierro cada vez más refinados, como arados, hachas y hoces con agujeros en el asta, flechas y puntas de lanza encajadas y pequeños objetos ornamentales. Hacia el año 500 a. C., se fabricaban grandes tambores de bronce delicadamente decorados y de gran calidad, que pesaban más de 70 kg (150 lb), mediante el laborioso proceso de fundición a la cera perdida. Esta industria de elaboración de metales altamente sofisticada se desarrolló independientemente de la influencia china o india. Los historiadores relacionan estos logros con la presencia de comunidades organizadas, centralizadas y jerarquizadas y de una población numerosa.

### Cultura alfarera

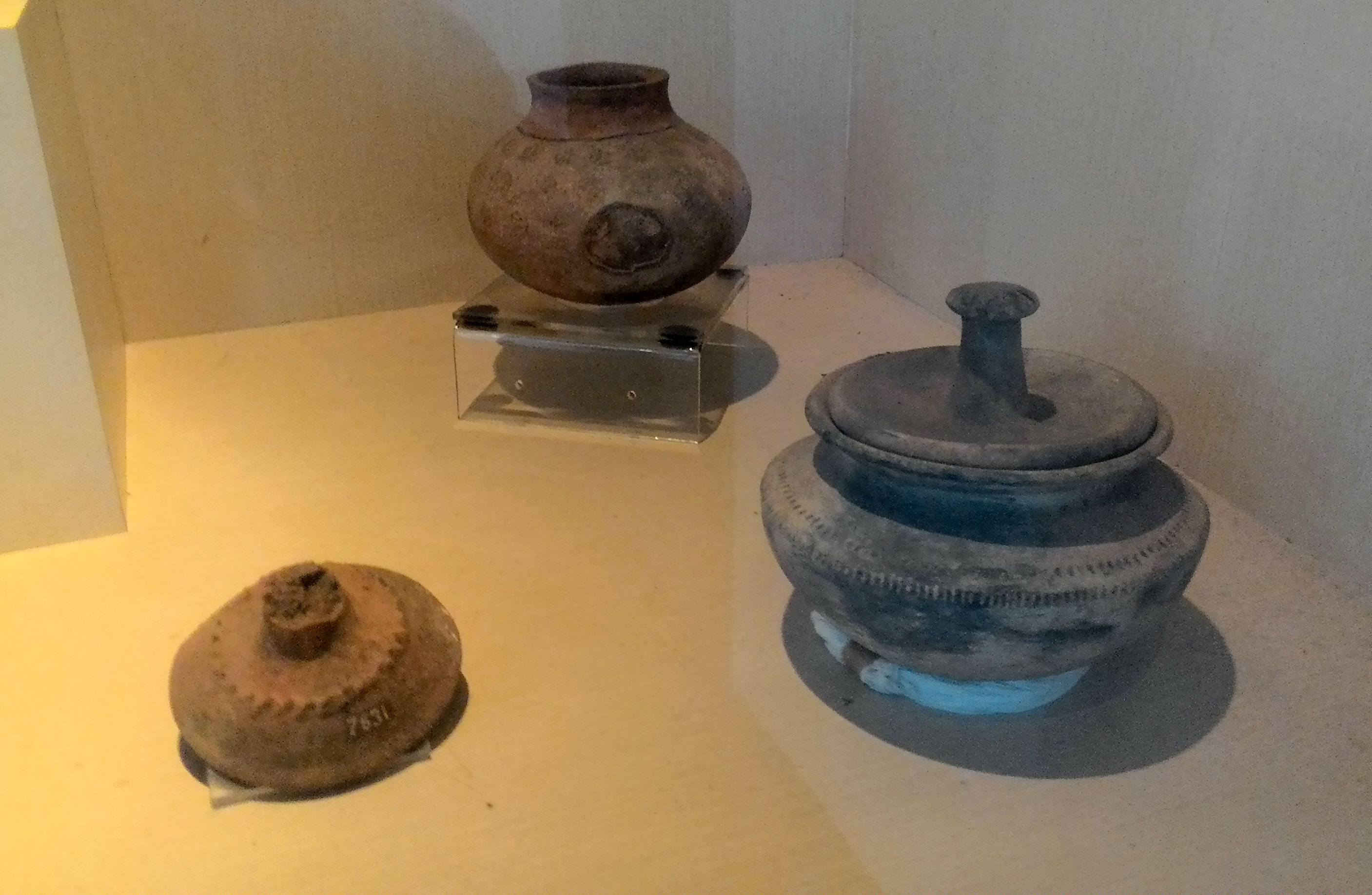
Vasijas de barro Buni

Entre el año 1000 a. C. y el 100 d. C., la cultura Sa Huỳnh floreció a lo largo de la costa centro-sur de Vietnam. Se han descubierto enterramientos de tinajas de cerámica que incluían ajuares funerarios en varios yacimientos a lo largo de todo el territorio. Cerca de los ríos y a lo largo de la costa se depositaron grandes tinajas de terracota de paredes finas, ollas ornamentadas y coloreadas, objetos de vidrio, pendientes de jade y objetos de metal.
La cultura Buni es el nombre dado a otro temprano centro independiente de refinada producción cerámica que ha sido bien documentado sobre la base de enterramientos excavados, depositados entre 400 a. C. y 100 d. C. en la costa noroccidental de Java. Los objetos y artefactos de la tradición Buni son conocidos por su originalidad y la notable calidad de sus decoraciones incisas y geométricas. Su parecido con la cultura Sa Huỳnh y el hecho de que represente la primera loza India Rouletted Ware registrada en el Sudeste Asiático son temas de investigación en curso.

## Principios de la era histórica

### Red de comercio marítimo austronesio

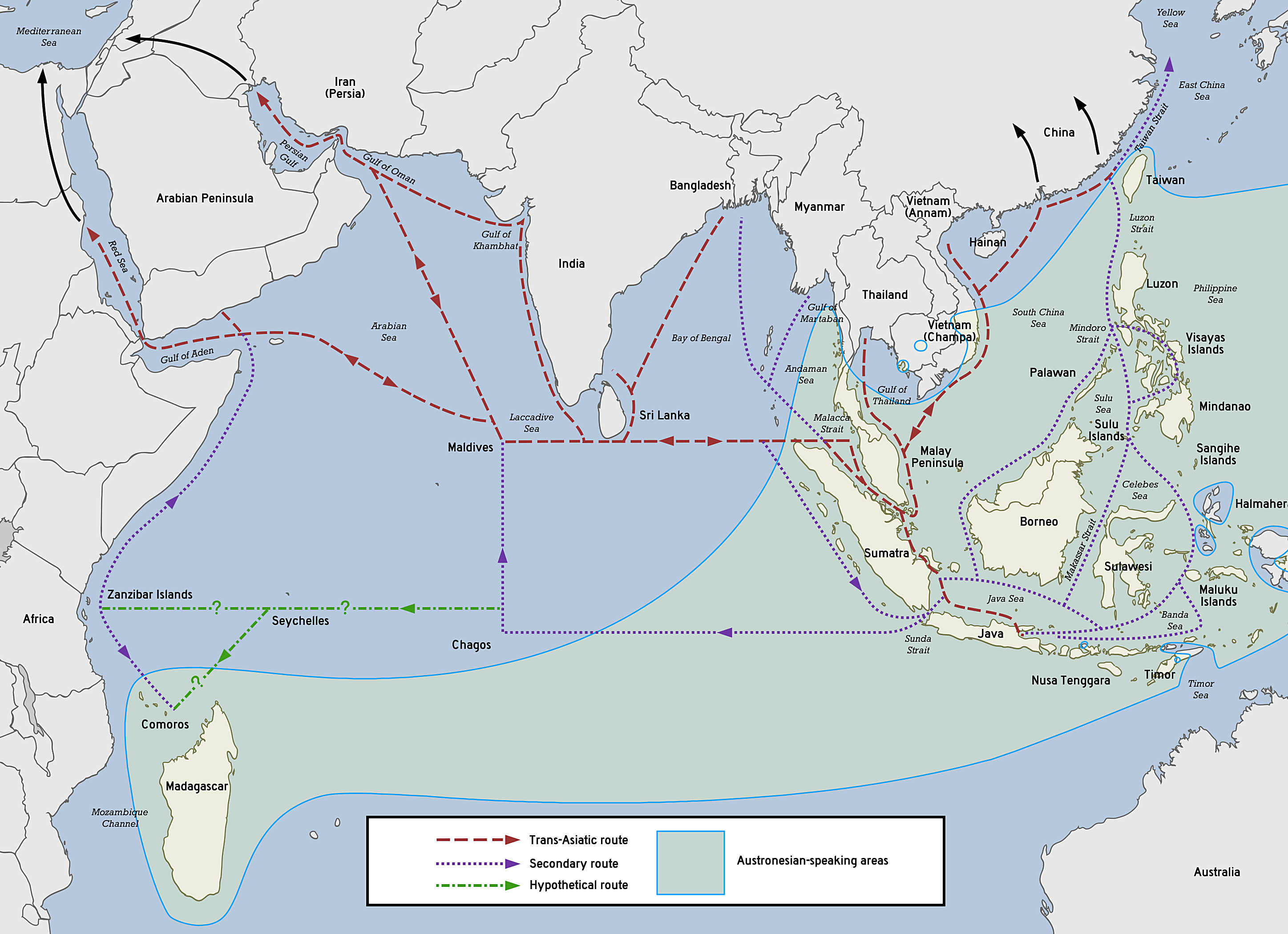
Red de comercio marítimo protohistórico e histórico austronesio en el Océano Índico

La primera verdadera red de comercio marítimo en el océano Índico fue la de los pueblos austronesios del Sudeste Asiático, que establecieron rutas comerciales con el sur de la India y Sri Lanka ya en el año 1500 a. C., intercambiando cultura material (catamaranes, botes con tangones, botes con tablas cosidas y paan) y cultigen (cocos, sándalo, plátanos y caña de azúcar). La red comercial también conectaba las culturas materiales de la India y China, además de constituir la mayor parte del componente del Océano Índico del comercio de especias. Los indonesios, en particular, comerciaban con especias (principalmente canela y casia) con África Oriental utilizando catamaranes y barcas de balancín y navegando con la ayuda de los vientos de Poniente en el océano Índico. Esta red comercial se extendió hasta África y la península arábiga, lo que dio lugar a la colonización austronesia de Madagascar en el año 500 de nuestra era. Continuó a lo largo de la historia, convirtiéndose más tarde en la Ruta Marítima de la Seda. Esta red comercial también incluía rutas comerciales más pequeñas dentro de las islas del Sudeste Asiático, como las redes del jade lingling-o y del trepanging.
En el este de Austronesia también existían varias redes tradicionales de comercio marítimo. Entre ellas, la antigua red comercial Lapita de la Melanesia insular; el ciclo comercial Hiri, el intercambio de la costa Sepik y el anillo Kula de Papúa Nueva Guinea; los antiguos viajes comerciales en Micronesia entre las islas Marianas y las islas Carolinas (y posiblemente también Nueva Guinea y Filipinas); y las vastas redes comerciales interinsulares de Polinesia.

### Reinos indianizados

La expansión del hinduismo en Asia, desde su centro en el subcontinente indio hasta el resto de Asia, especialmente el Sudeste Asiático, comenzó hacia el, con el establecimiento de los primeros asentamientos y estados hindúes en el Sudeste Asiático.

Hacia el año 500 a. C., la expansión del comercio marítimo y terrestre de Asia condujo a una estimulación socioeconómica y cultural y a la difusión de creencias principalmente hindúes en la cosmología regional del Sudeste Asiático. La expansión comercial de la Edad del Hierro también provocó una remodelación geoestratégica regional. El Sudeste Asiático se encontraba ahora en la convergencia de las rutas comerciales marítimas de la India y Asia Oriental, una base para el crecimiento económico y cultural. El concepto de reinos indianizados, término acuñado por el erudito francés George Cœdès, describe cómo los principados del Sudeste Asiático incorporaron aspectos centrales de las instituciones, la religión, el arte de gobernar, la administración, la cultura, la epigrafía, la escritura y la arquitectura indias.

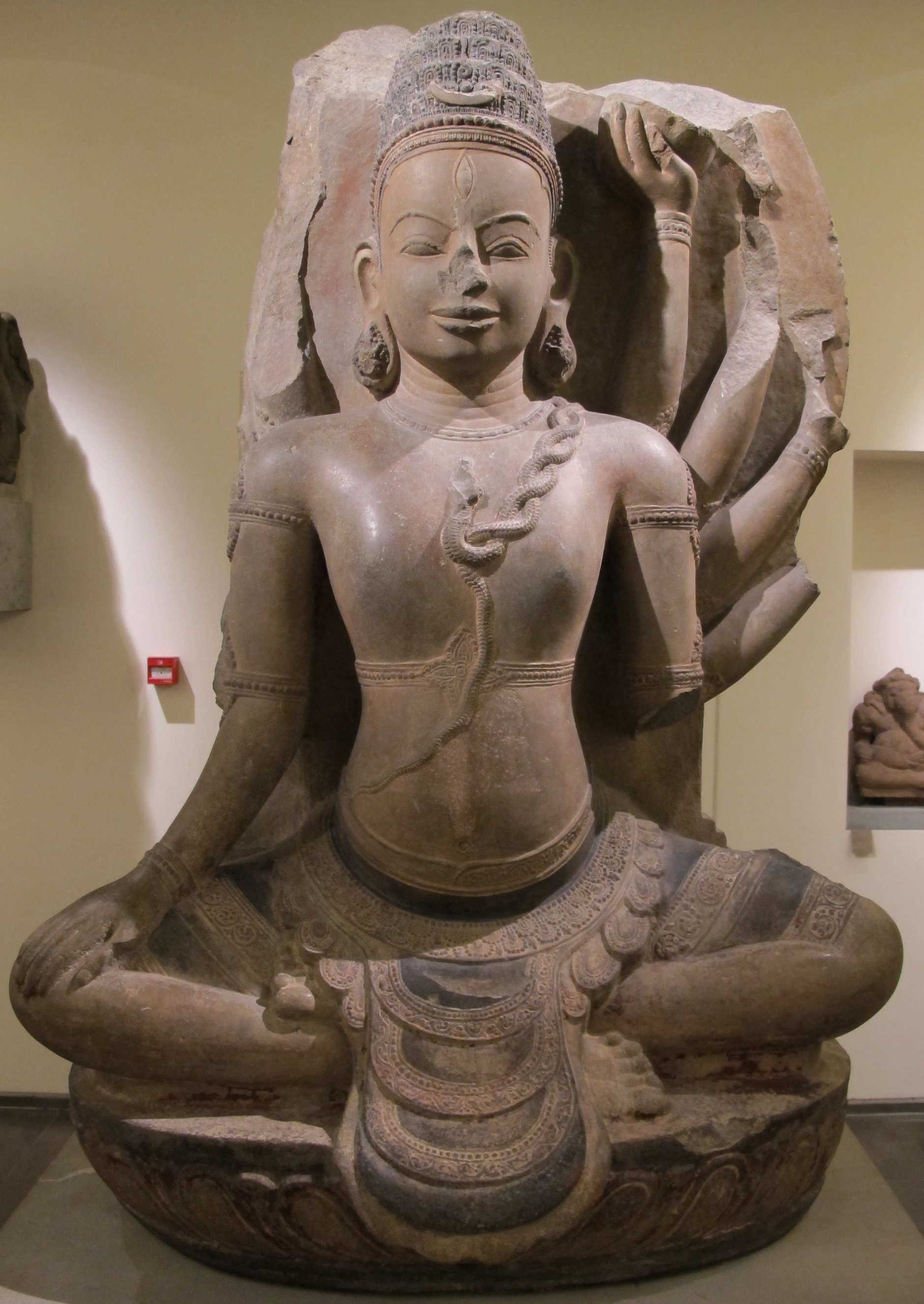
Estatua de Shiva, Champa (actual Vietnam)

Los primeros reinos hindúes surgieron en Sumatra y Java, seguidos de estados continentales como Funan y Champa. La adopción selectiva de elementos socioculturales hindúes estimuló la aparición de estados centralizados y el desarrollo de sociedades altamente organizadas. Los líderes locales empezaron a adoptar el culto hindú como religión de estado, utilizando el concepto hindú de devarāja para reforzar el gobierno divino (en contraposición al concepto chino de Mandato del Cielo).
La naturaleza, el proceso y el alcance exactos de la influencia india en las civilizaciones de la región siguen siendo objeto de acalorados debates entre los eruditos contemporáneos. Uno de estos debates es hasta qué punto los comerciantes indios, los brahmanes, los nobles o los marineros-mercaderes del Sudeste Asiático desempeñaron un papel fundamental en la introducción de los conceptos indios en el Sudeste Asiático. Además, la profundidad de la influencia de las tradiciones indias sigue siendo controvertida. Mientras que los estudiosos de principios del siglo XX destacaban la profunda indianización del Sudeste Asiático, autores más recientes sostienen que la influencia india fue mucho más limitada y sólo afectó a un pequeño sector de la élite.
El comercio marítimo de China a la India pasaba por Champa y Funan en el delta del Mekong, seguía por la costa hasta el istmo de Kra, cruzaba el estrecho y se transbordaba para su distribución en la India. Este vínculo comercial impulsó el desarrollo de Funan, su sucesor Chenla y los estados malayos de Langkasuka, en la costa oriental, y Kedah, en la occidental.
Numerosas comunidades costeras del Sudeste Asiático marítimo adoptaron elementos culturales y religiosos hindúes y budistas de la India y desarrollaron complejos sistemas políticos gobernados por dinastías nativas. Entre los primeros reinos hindúes de Indonesia figuran el Kutai del siglo IV, que surgió en Kalimantan Oriental, el Tarumanagara en Java Occidental y el Kalingga en Java Central.

### Primeras relaciones con China

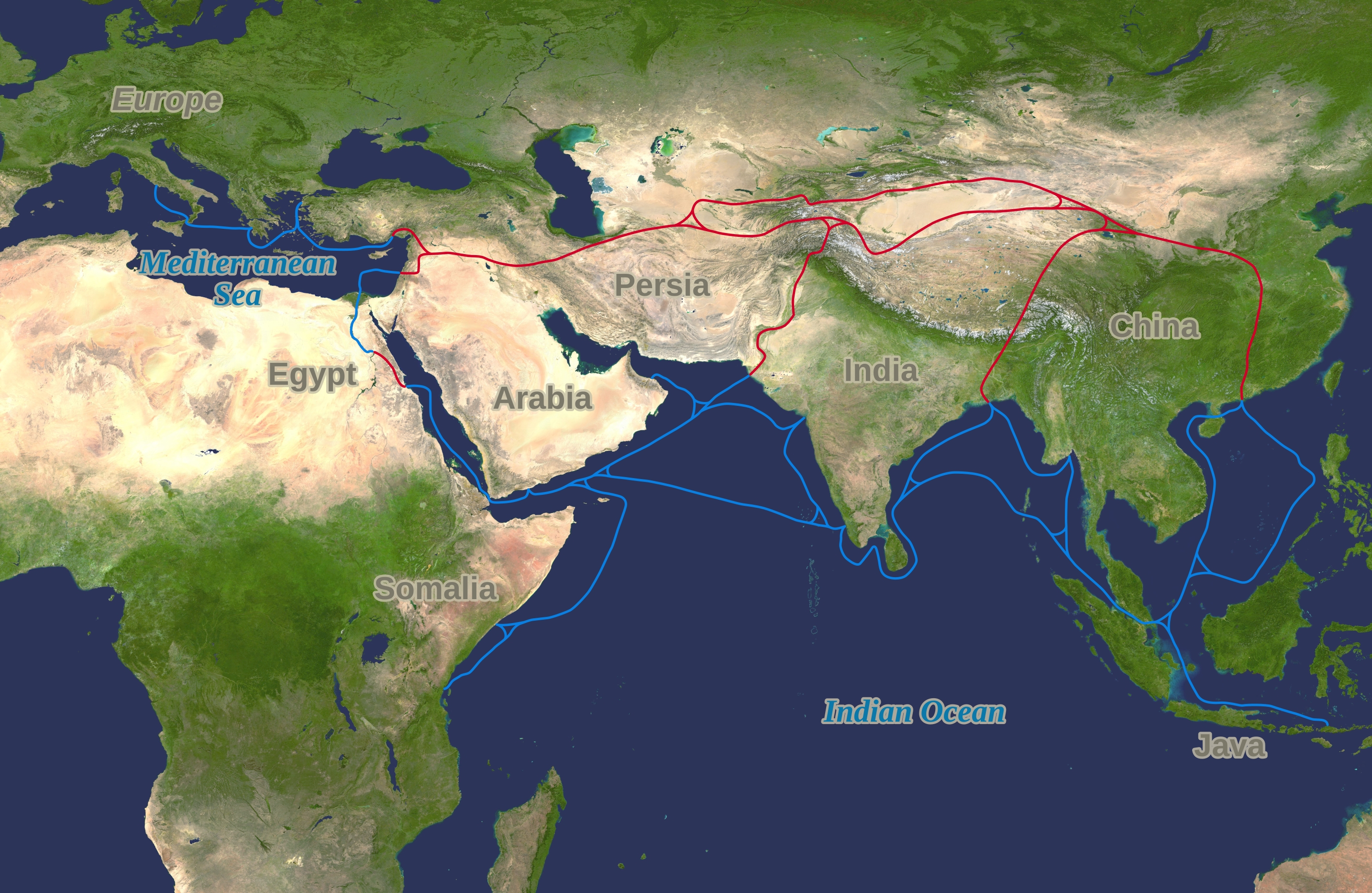
Principales rutas comerciales del hemisferio oriental precolonial

Los primeros contactos comerciales con el Sudeste Asiático se remontan a la dinastía china Shang (c. 1600-1046 a. C.), cuando los caparazones de cauri se utilizaban como moneda. Durante la dinastía Zhou (1050-771 a. C.), varios productos naturales, como el marfil, el cuerno de rinoceronte, los caparazones de tortuga, las perlas y las plumas de ave, llegaron a Luoyang, la capital Zhou. Aunque los conocimientos actuales sobre las localidades portuarias y las rutas de navegación son muy limitados, se supone que la mayor parte de este intercambio tuvo lugar en rutas terrestres, y sólo un pequeño porcentaje se embarcó «en buques costeros tripulados por comerciantes malayos y yue».
Las conquistas militares durante la dinastía Han (202 a. C.- 220 d. C.) introdujeron a varios pueblos extranjeros en el imperio chino cuando el sistema tributario imperial chino empezó a evolucionar bajo el gobierno Han. Este sistema tributario se basaba en la cosmovisión china que se había desarrollado bajo la dinastía Shang, en la que China se consideraba el centro y apogeo de la cultura y la civilización, el Reino Medio (mandarín: 中国, Zhōngguó), rodeado por varias capas de pueblos cada vez más bárbaros. El contacto con el Sudeste Asiático aumentó de forma constante a finales del periodo Han.
Entre los siglos II a. C. y XV d. C., la Ruta marítima de la seda floreció, conectando China, el Sudeste Asiático, el subcontinente indio, la península arábiga, Somalia y todo el camino hasta Egipto y Europa. A pesar de su asociación con China en los últimos siglos, la Ruta Marítima de la Seda fue establecida y explotada principalmente por marineros austronesios en el Sudeste Asiático y por comerciantes persas y árabes en el mar Arábigo.
La Ruta Marítima de la Seda se desarrolló a partir de las anteriores redes de comercio de especias austronesias de los isleños del Sudeste Asiático con Sri Lanka y el sur de la India (establecidas entre 1000 y 600 a. C.), así como del comercio de la industria del jade en artefactos lingling-o de Filipinas en el mar de China Meridional (hacia 500 a. C.). Durante la mayor parte de su historia, las talasocracias austronesias controlaron el flujo de la Ruta Marítima de la Seda, en especial los estados situados en torno al estrecho de Malaca y Bangka, la península malaca y el delta del Mekong (aunque los registros chinos identificaron erróneamente estos reinos como indios debido a la indianización de estas regiones). Antes del siglo X, la ruta era utilizada principalmente por comerciantes del Sudeste Asiático, aunque también navegaban por ella comerciantes tamiles y persas. La ruta influyó en la difusión temprana del hinduismo y el budismo en Oriente.
Posteriormente, China construyó sus propias flotas a partir de la dinastía Song en el siglo X, participando directamente en la ruta comercial hasta el final de la Era Colonial y el colapso de la dinastía Qing.

### Propagación del budismo

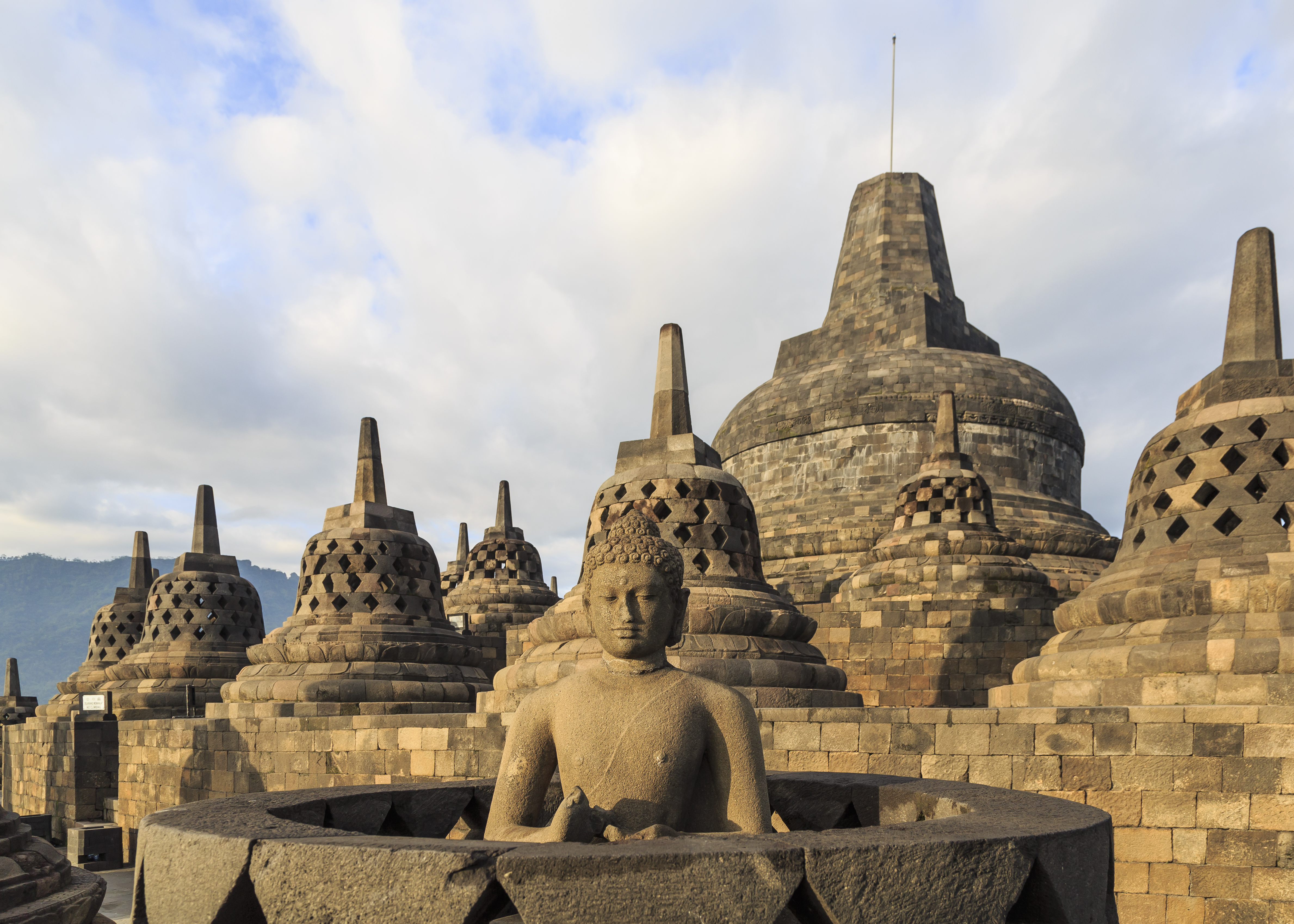
Estupa de Borobudur, Java central

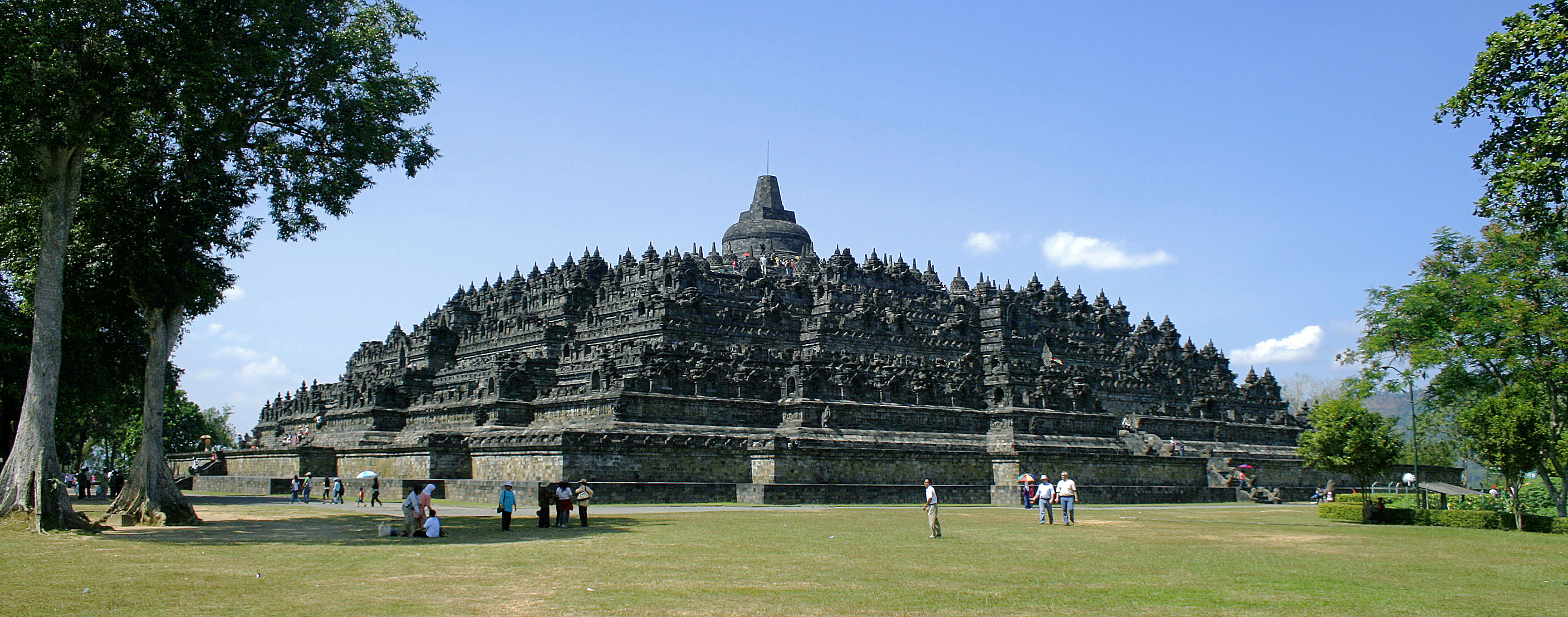

Los gobernantes locales se beneficiaron de la introducción del hinduismo durante los primeros tiempos de la era común, utilizándolo para aumentar en gran medida la legitimidad de su reinado como devarāja. Los historiadores sostienen cada vez más que el proceso de difusión religiosa hinduista en la región debe atribuirse a la iniciativa de los caciques locales. Las enseñanzas budistas, que llegaron casi simultáneamente al Sudeste Asiático, se desarrollaron durante los siglos posteriores, ganando más atractivo entre la población general. En el siglo III a. C., el emperador budista indio Ashoka inició una campaña misionera para enviar monjes y misioneros al extranjero con el fin de hacer proselitismo del budismo, incluido su considerable corpus de literatura, tradiciones orales, iconografía y arte. Los misioneros utilizaron las enseñanzas budistas para ofrecer orientación en cuestiones existenciales centrales, haciendo hincapié en el esfuerzo y la conducta individuales.

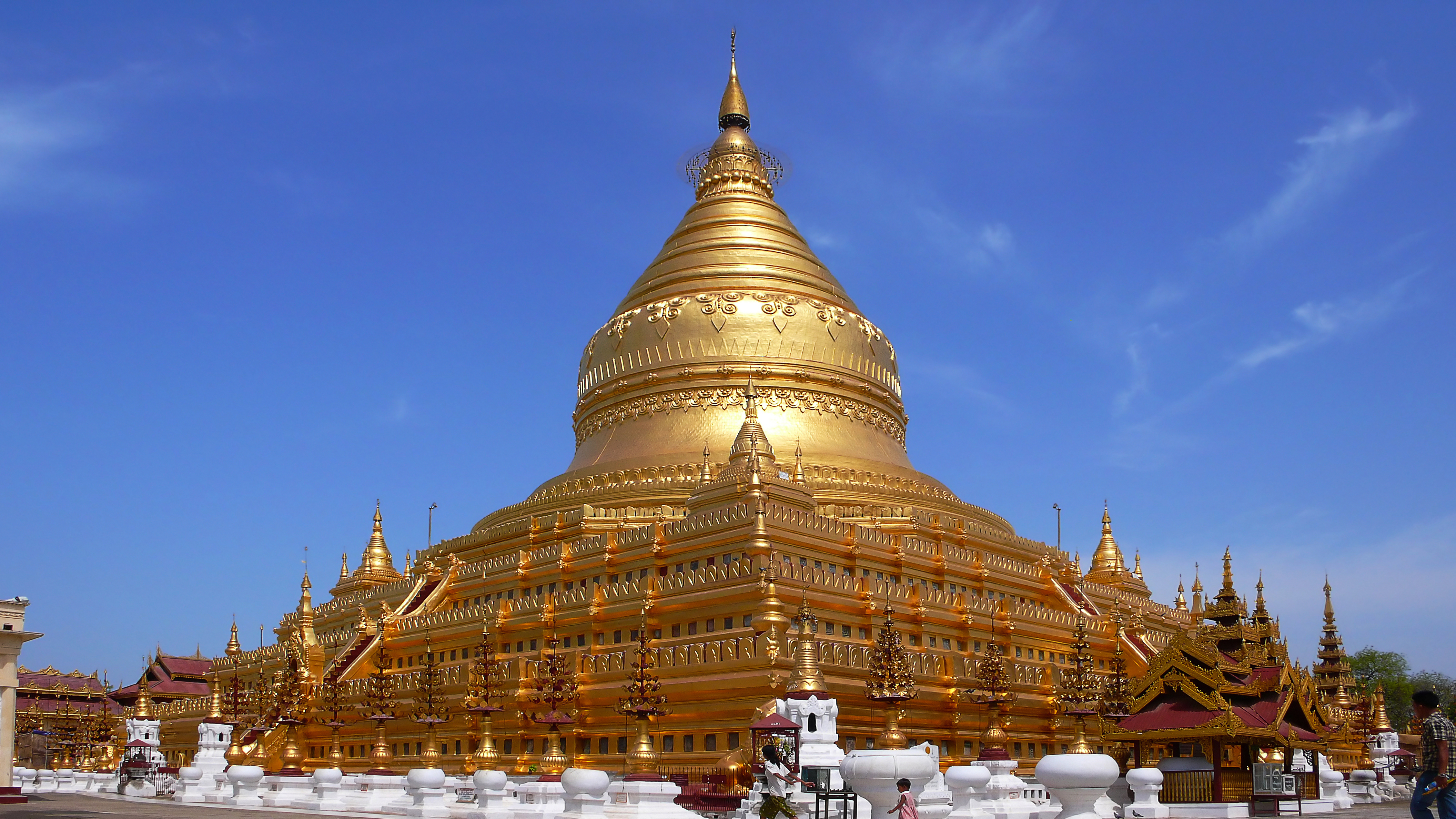
Pagoda dorada Shwezigon en Bagan, Birmania

Entre los siglos V y XIII de nuestra era, el budismo floreció en el Sudeste Asiático. En el siglo VIII, el reino budista de Srivijaya, con sede en Sumatra, se convirtió en una potencia comercial de primer orden en el Sudeste Asiático marítimo central. Por la misma época, la dinastía Shailendra de Java promovió ampliamente el arte budista, que encontró su máxima expresión en el vasto templo de Borobudur. Tras el establecimiento del Imperio Jemer en Camboya, los primeros reyes budistas del Sudeste Asiático continental surgieron durante el siglo XI. El budismo Mahayana se impuso primero en el Sudeste Asiático, ya que el budismo Theravada original había caído en desgracia en la India siglos antes de llegar a la región. Sin embargo, en Sri Lanka se conservaba una forma pura de las enseñanzas del budismo Theravada desde el siglo III. Peregrinos y monjes errantes de Sri Lanka introdujeron el budismo Theravada en el imperio pagano de Birmania, el reino de Sukhothai en el norte de Tailandia y Laos, la cuenca baja del Mekong durante la edad oscura de Camboya y más allá en Vietnam y el Sudeste Asiático marítimo.

## Época medieval

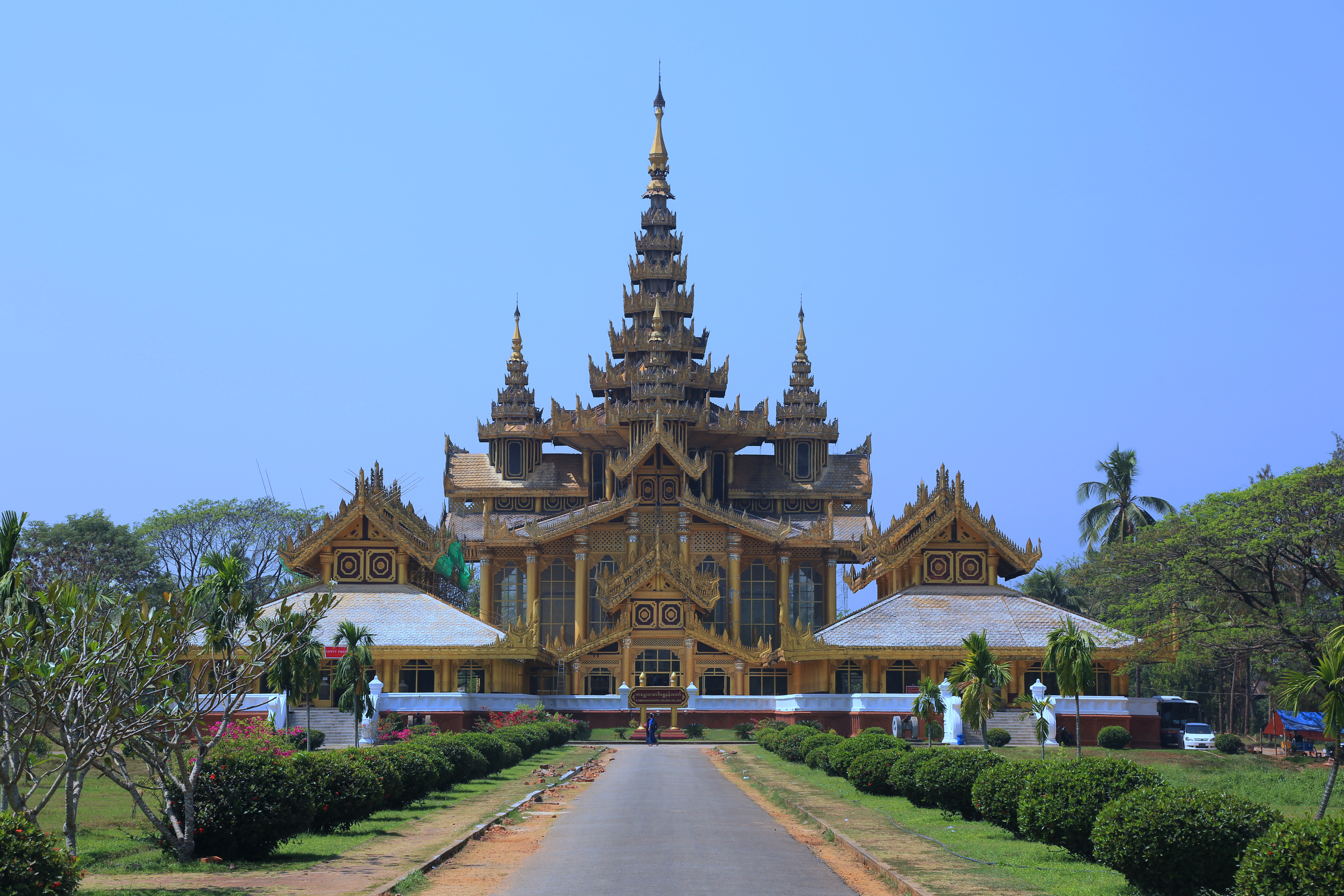
Palacio Kanbawzathadi, Primer Imperio Toungoo

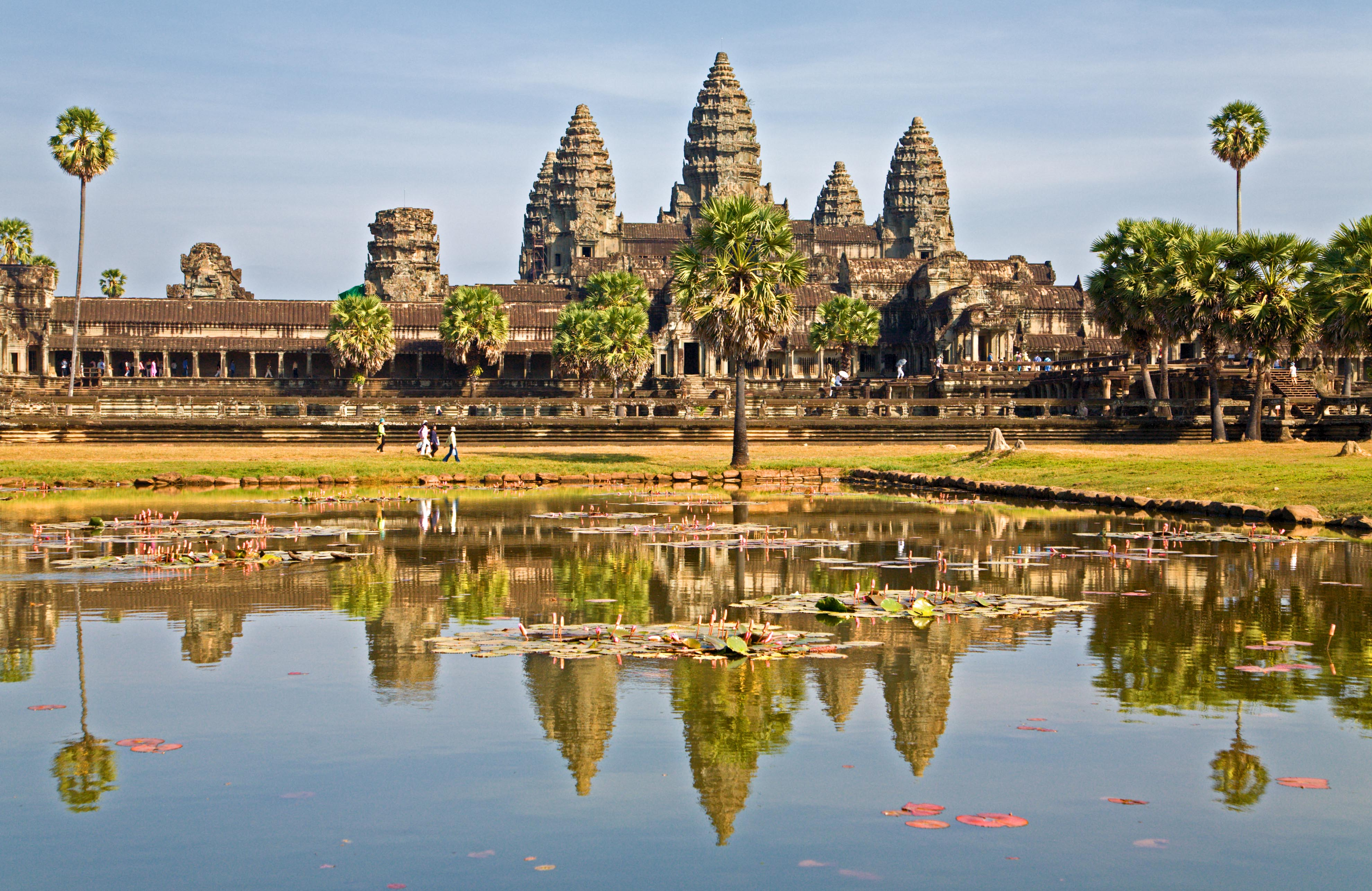
Angkor Wat, Imperio jemer

En el Sudeste Asiático marítimo, el reino de Srivijaya, en Sumatra, se convirtió en la potencia dominante en el siglo V de nuestra era. Su capital, Palembang, se convirtió en un importante puerto marítimo y funcionó como entrepôt en la Ruta de las Especias entre India y China. Srivijaya fue también un notable centro de aprendizaje e influencia del budismo Vajrayāna. Hacia el siglo VI de nuestra era, los mercaderes malayos empezaron a navegar hacia Srivijaya, donde las mercancías se transportaban directamente en los puertos de Sumatra. Los vientos del Monzón del Noreste durante los meses de octubre a diciembre impedían a los veleros dirigirse directamente del Océano Índico al Mar de la China Meridional, al igual que el Monzón del Suroeste durante los meses de julio a septiembre, lo que obligaba a las rutas comerciales a pasar por Srivijaya. Sin embargo, la riqueza y la influencia del reino empezaron a desvanecerse cuando, en el siglo X, los avances de la tecnología náutica permitieron a los mercaderes chinos e indios enviar cargamentos directamente entre sus países. Estos avances también ayudaron a la dinastía Chola de Tamilakam, en el sur de la India, a llevar a cabo una serie de ataques destructivos contra Srivijaya, que acabaron con la posición de Palembang como centro de la ruta comercial indochina. A medida que la influencia del reino Srivijaya se desvanecía hacia el siglo XIII, Sumatra pasó a ser gobernada por un caleidoscopio de reinos budistas durante los dos siglos siguientes, entre ellos los reinos Malayu, Pannai y Dharmasraya.
Al sureste de Sumatra, Java Occidental estaba gobernada por el reino hindú de Sonda (c. 669-1579) tras la caída del Tarumanagara, mientras que Java Central y Oriental estaban dominadas por una miríada de reinos agrarios rivales, como el reino de Mataram (716-929), Kediri (1052-1222), Singhasari (1222-1292) y Mayapajit (1293-c. 1500). A finales del siglo VIII y principios del IX, la dinastía Śailendra, que gobernaba el reino de Mataram, construyó una serie de enormes monumentos en Java Central, entre ellos los templos budistas de Sewu y Borobudur. Según el Deśavarṇana, un poema javanés antiguo terminado en 1365, los estados vasallos del Imperio Mayapajit se extendieron por gran parte de la actual Indonesia, convirtiéndolo posiblemente en el mayor imperio que jamás haya existido en el Sudeste Asiático, aunque el verdadero carácter de su control sobre estos territorios no está claro.El imperio declinó a principios del siglo XVI tras el ascenso de los estados islámicos en la costa de Java, la península malaya y Sumatra.

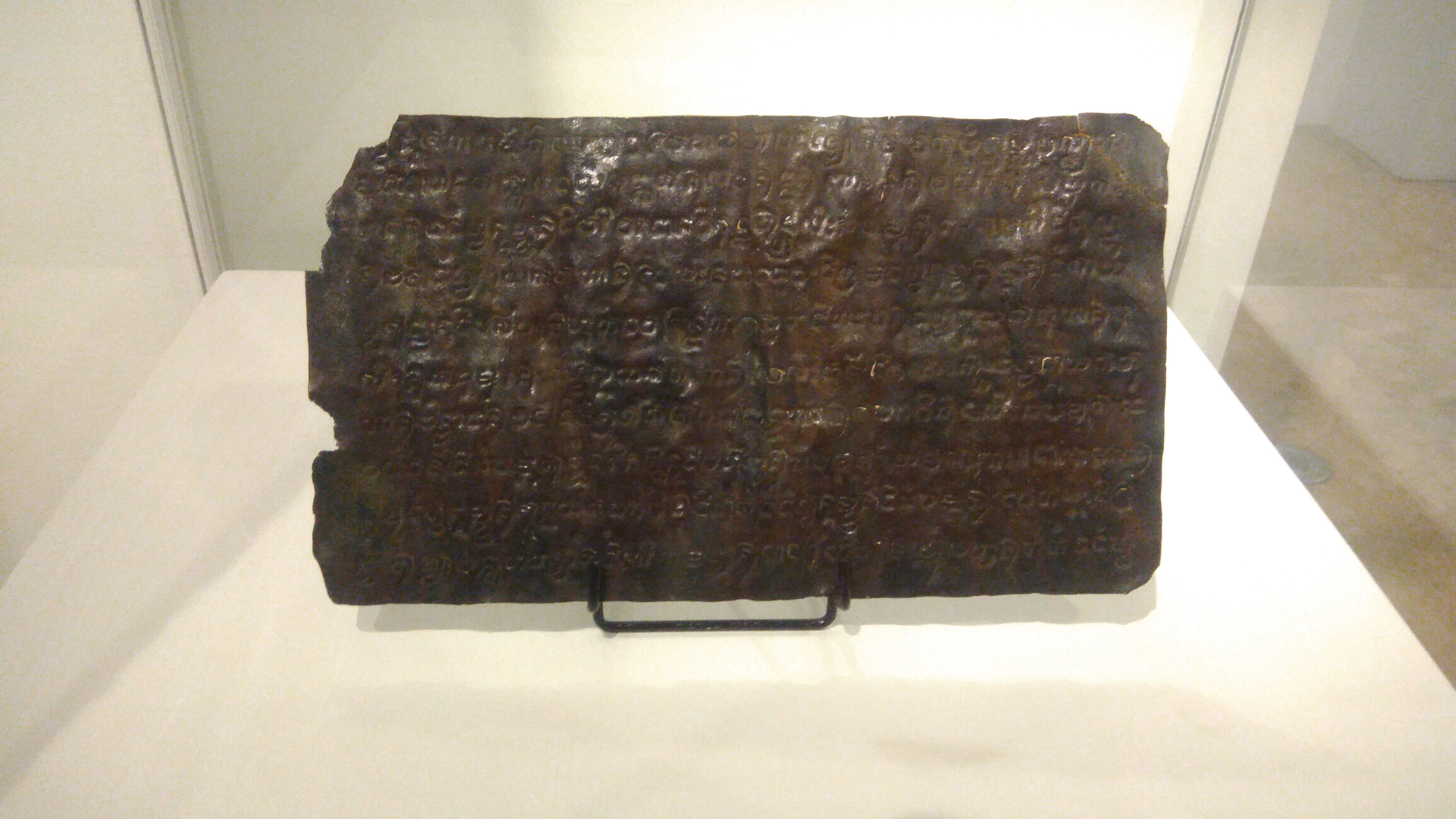
Inscripción en placa de cobre de Laguna, Filipinas (c. 900 d. C.)

En Filipinas, la Inscripción en Lápida de Cobre de Laguna, que data del año 900 d. C., es el documento más antiguo fechado en el calendario que se conoce en las islas. En él se relata una deuda concedida por un maginoo (miembro de la realeza) que vivía en la ciudad-estado tagala de Tondo, que actualmente forma parte de la zona de Manila. El documento menciona varios estados contemporáneos de la zona, entre ellos el reino de Mataram, en Java.
El Imperio Jemer abarcó gran parte del Sudeste Asiático continental desde principios del siglo IX hasta el siglo XV, época durante la cual se desarrolló una sofisticada arquitectura, ejemplificada en las estructuras de la capital, Angkor. Situados en el actual Vietnam, los reinos de Đại Việt y Champa fueron rivales del Imperio jemer en la región. El reino mon de Dvaravati fue otra presencia regional importante, y apareció por primera vez en los registros en torno al siglo VI de nuestra era. Sin embargo, en el siglo X, Dvaravati había caído bajo la influencia de los jemeres. Cerca de allí, tribus tailandesas conquistaron el valle del río Chao Phraya, en la actual Tailandia central, hacia el siglo XII y establecieron el reino de Sukhothai en el siglo XIII y el de Ayutthaya en el XIV.
A mediados del siglo XVI, el Primer Imperio Toungoo birmano era uno de los más grandes, fuertes y ricos del Sudeste Asiático. En su apogeo, fue la potencia dominante en el Sudeste Asiático continental, ejerciendo «la soberanía desde Manipur hasta las marcas de Camboya y desde las fronteras de Arakan hasta Yunnan». El imperio incluía los estados de Shan y Mon y anexionaba territorios del reino de Lan Na, el reino de Laos y el reino de Ayutthaya. Los primeros relatos europeos describen la parte baja del imperio Toungoo como poseedora de 3-4 excelentes puertos que facilitaban un considerable comercio de una gran variedad de mercancías. El imperio suministraba al puerto de Malaca arroz y otros alimentos, junto con artículos de lujo como rubíes, zafiros, almizcle, laca, benjuí y oro para comerciar. A cambio, la parte baja del imperio importaba manufacturas chinas y especias indonesias a través de sus puertos. Además, los mercaderes de Asia Occidental e India intercambiaban grandes cantidades de textiles indios por productos de lujo birmanos y mercancías orientales. La llegada de los portugueses en el siglo XVI reforzó aún más la posición del imperio, tanto comercial como militarmente.

### Propagación del Islam

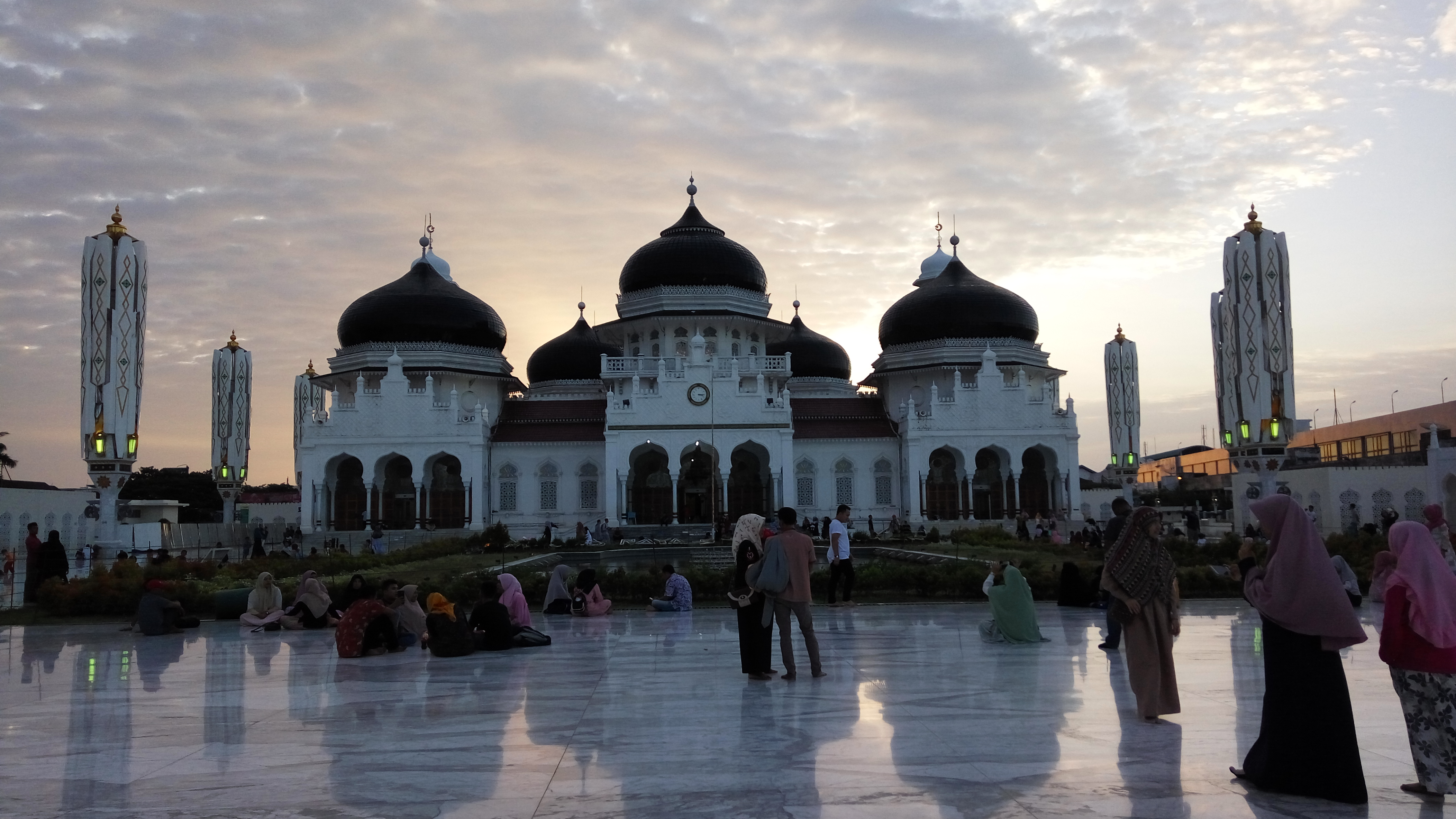
Gran Mezquita de Baiturrahman en Aceh. Esta región del extremo norte de Sumatra fue el primer lugar donde se estableció el Islam en el Sudeste Asiático desde el sultanato de Pasai en el.

En el siglo VIII de nuestra era, menos de 200 años después del establecimiento del islam en Arabia, empezaron a aparecer en el Sudeste Asiático marítimo los primeros comerciantes y mercaderes islámicos que seguían las profecías de Mahoma. Sin embargo, el islam no desempeñó un papel destacado en ningún lugar del Sudeste Asiático continental hasta el siglo XIII. En cambio, la sustitución generalizada y gradual del hinduismo por el budismo Theravāda reflejó un cambio hacia una espiritualidad más personal e introvertida, adquirida a través de actividades rituales y esfuerzos individuales.
Al abordar la cuestión de cómo se introdujo el islam en el Sudeste Asiático, los historiadores han elaborado varias rutas de Arabia a la India y luego de la India al Sudeste Asiático. De ellas, dos parecen cobrar protagonismo: o bien los comerciantes y eruditos árabes que no vivían ni se asentaron en la India propagaron el islam directamente al Sudeste Asiático marítimo, o bien lo hicieron los comerciantes árabes que llevaban generaciones asentándose en la costa de la India y Sri Lanka. Se considera que los comerciantes musulmanes de la India (Guyarat) y los conversos de ascendencia sudasiática desempeñaron un papel importante.
Varias fuentes proponen el Mar de China Meridional como otra ruta de introducción del islam en el Sudeste Asiático. Entre los argumentos a favor de esta hipótesis figuran los siguientes:
- El extenso comercio entre Arabia y China antes del siglo X está bien documentado y ha sido corroborado por pruebas arqueológicas (véase, por ejemplo, el naufragio del Belitung).[112][113]
- Durante la conquista mongola y el posterior gobierno de la dinastía Yuan (1271-1368), cientos de miles de musulmanes entraron en China. En Yunnan, el islam se propagó y adoptó comúnmente.[114]
- Las lápidas cúficas de Champa, actual Vietnam, son indicios de una comunidad islámica temprana y permanente en el Sudeste Asiático continental.[115][116][117]
- El fundador del sultanato de Demak, en Java, era de origen chino-javanés.[118][119]
- El marino hui Zheng He propuso la arquitectura china antigua como base estilística de las mezquitas javanesas más antiguas durante su visita en el siglo XV a Demak, Banten, y a la Mezquita Roja de Panjunan en Cirebon, Java Occidental.[107]

En 2013, la Unión Europea publicó el Foro de la Comisión Europea, que mantiene una actitud integradora al respecto:
El Islam se extendió por el Sudeste Asiático a través de musulmanes de diversos orígenes étnicos y culturales, desde los de Oriente Próximo, árabes y persas, hasta los indios e incluso chinos, todos los cuales siguieron las grandes rutas comerciales de la época.

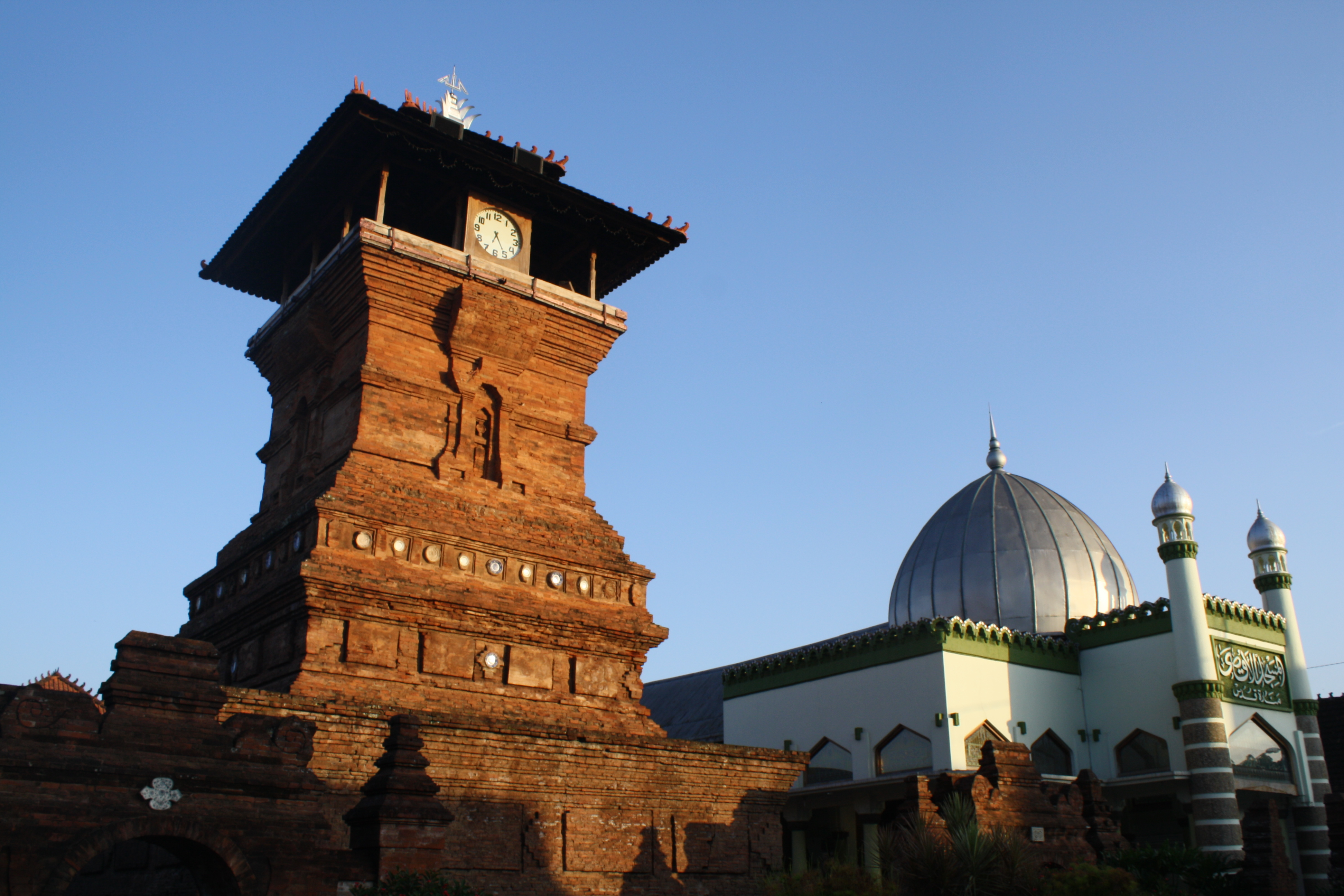
Minarete de la mezquita Menara Kudus, una torre javanesa de ladrillo rojo de estilo Majapahit, con un edificio de estilo mogol al fondo, que ejemplifica la adopción y el sincretismo de elementos locales dentro del Islam practicado en la región.

A diferencia de otras regiones islámicas, el islam se desarrolló en el Sudeste Asiático de una forma claramente sincrética que permitió la continuación e inclusión de elementos y prácticas rituales del hinduismo, el budismo y el antiguo animismo panasiático. La mayoría de los principados desarrollaron culturas muy distintivas como resultado de siglos de participación activa en el intercambio cultural situado en la encrucijada de la Ruta Marítima de la Seda procedente del Océano Índico por el Oeste y del Mar de la China Meridional por el Este. La adopción cultural e institucional fue un proceso creativo y selectivo, en el que los elementos foráneos se incorporaron a una síntesis local. A diferencia de otras regiones islamizadas como el norte de África, Iberia, Oriente Próximo y, más tarde, el norte de la India, la fe islámica en el Sudeste Asiático no se impuso a raíz de conquistas territoriales, sino debido a las rutas comerciales. En este sentido, la islamización del Sudeste Asiático es más parecida a la del Asia Central turca, el África subsahariana, el sur de la India y el noroeste de China.
Existen varios testimonios de misioneros musulmanes laicos, eruditos y místicos, en particular sufíes, que se dedicaron al proselitismo pacífico en el Sudeste Asiático. Java, por ejemplo, recibió el Islam gracias a nueve hombres, conocidos como los Wali Sanga o Nueve Santos, aunque la identidad histórica de estas personas es casi imposible de determinar. La fundación del primer reino islámico de Sumatra, el sultanato de Samudera Pasai, tuvo lugar durante el siglo XIII.
La conversión de los restos del imperio budista de Srivijaya, que antaño controlaba el comercio en gran parte del Sudeste Asiático, en particular el estrecho de Malaca, marcó un punto de inflexión religioso con la conversión del estrecho en aguas islámicas. Con la caída de Srivijaya, se abrió el camino para un proselitismo eficaz y generalizado y el establecimiento de centros comerciales musulmanes. Muchos malayos modernos consideran el sultanato de Malaca, que existió desde el siglo XV hasta principios del XVI, como la primera entidad política de la Malasia contemporánea.

La idea de igualdad ante Dios de la Ummah (el pueblo de Dios) y de un esfuerzo religioso personal mediante la oración regular en el islam podría haber sido más atractiva que un fatalismo percibido en el hinduismo de la época. Sin embargo, el islam también enseñaba obediencia y sumisión, lo que podría haber contribuido a garantizar que la estructura social de un pueblo o entidad política convertida viera menos cambios fundamentales.

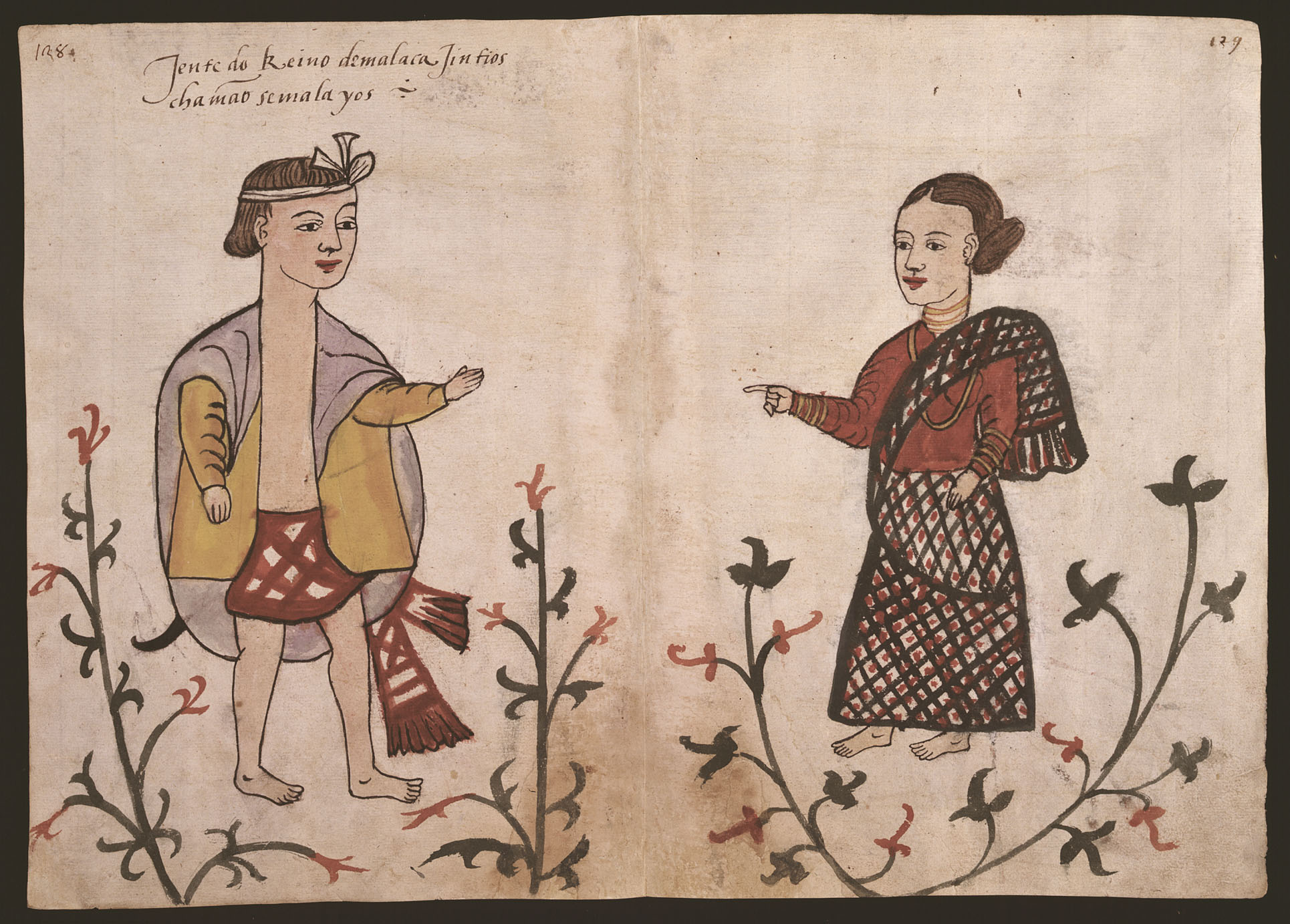
Ilustración portuguesa de los malayos de Malaca, 1540. El sultanato de Malaca desempeñó un papel importante en la difusión de la fe islámica en la región.

El islam y su noción de exclusividad y finalidad son aparentemente incompatibles con otras religiones, incluido el concepto chino de armonía celestial y del Hijo del Cielo como su ejecutor. La integración del sistema tributario tradicional de Asia oriental con China en el centro malayos musulmanes e indonesios exigió un enfoque pragmático del islam cultural en las relaciones diplomáticas con China.

### Viajes chinos del tesoro

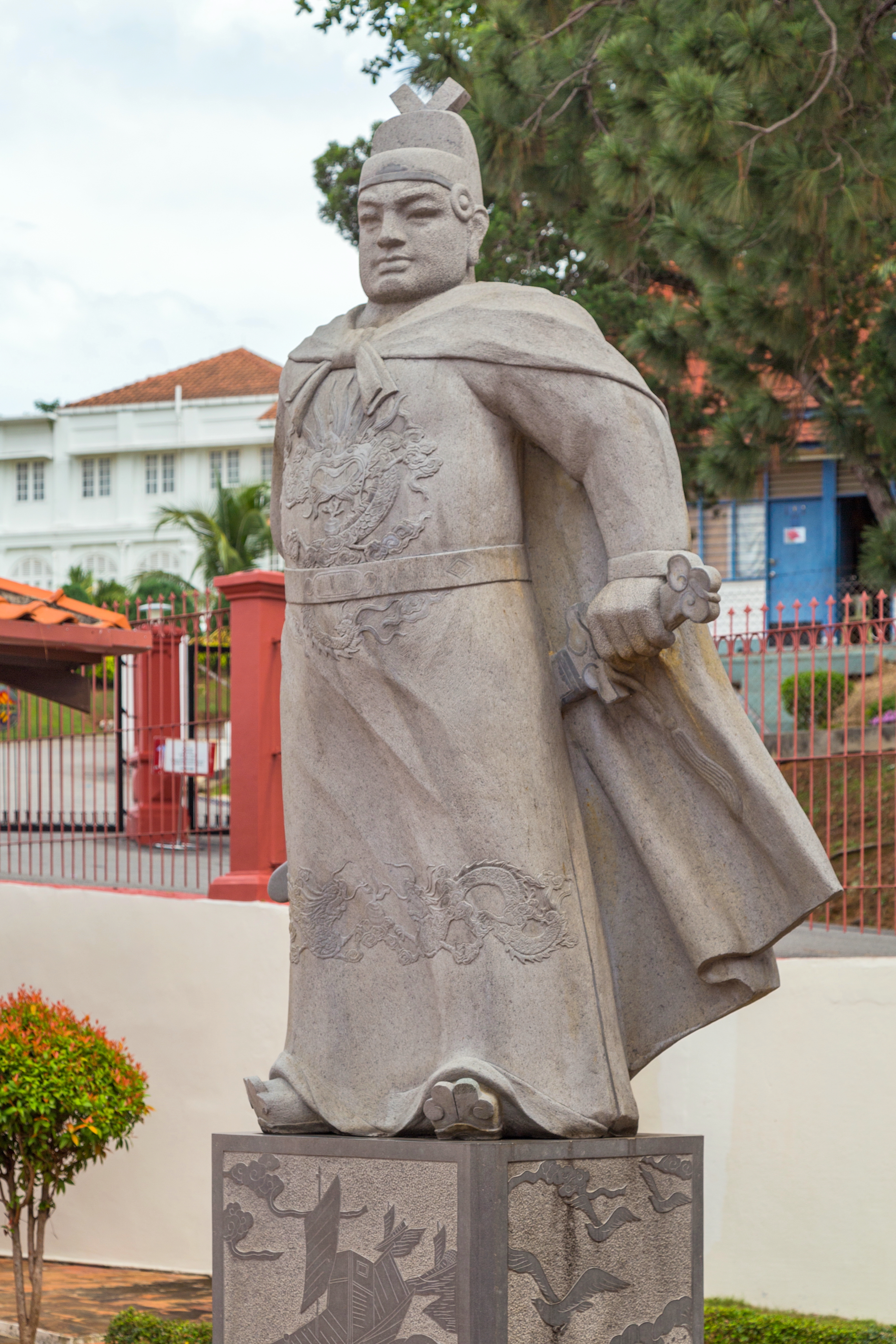
Una estatua del almirante Ming Zheng He en Malaca.

A finales del siglo XIV, la China Ming había conquistado Yunnan, en el sur, pero había perdido el control de la Ruta de la Seda tras la caída de la dinastía mongola Yuan. El emperador Yongle, en el poder, decidió centrarse en las rutas marítimas del océano Índico, tratando de consolidar el antiguo sistema tributario imperial, establecer una mayor presencia diplomática y militar y ampliar la esfera de influencia china. Ordenó la construcción de una enorme flota comercial y de representación que, entre 1405 y 1433, emprendió varios viajes al Sudeste Asiático, la India, el Golfo Pérsico y hasta África Oriental. Bajo la dirección de Zheng He, cientos de navíos de un tamaño, una grandeza y unos avances tecnológicos entonces sin parangón y tripulados por importantes contingentes militares, embajadores, comerciantes, artistas y eruditos visitaron repetidamente los principales principados del Sudeste Asiático. Las flotas se enfrentaron en varias ocasiones a piratas y en ocasiones apoyaron a diversos contendientes reales. Sin embargo, las voces favorables a la expansión en la corte de Pekín perdieron influencia después de la década de 1450, y los viajes se interrumpieron. La prolongación de las ceremonias rituales y los escasos viajes de los emisarios en el Sistema Tributario no bastaban por sí solos para desarrollar una influencia comercial y política china firme y duradera en la región, especialmente durante el inminente inicio de un comercio mundial altamente competitivo. Durante el periodo Chenghua de la dinastía Ming, Liu Daxia, que más tarde se convertiría en el Shangshu del Ministerio de Guerra, ocultó o quemó los archivos de los viajes del tesoro Ming.

## Principios de la era moderna

### Colonización europea

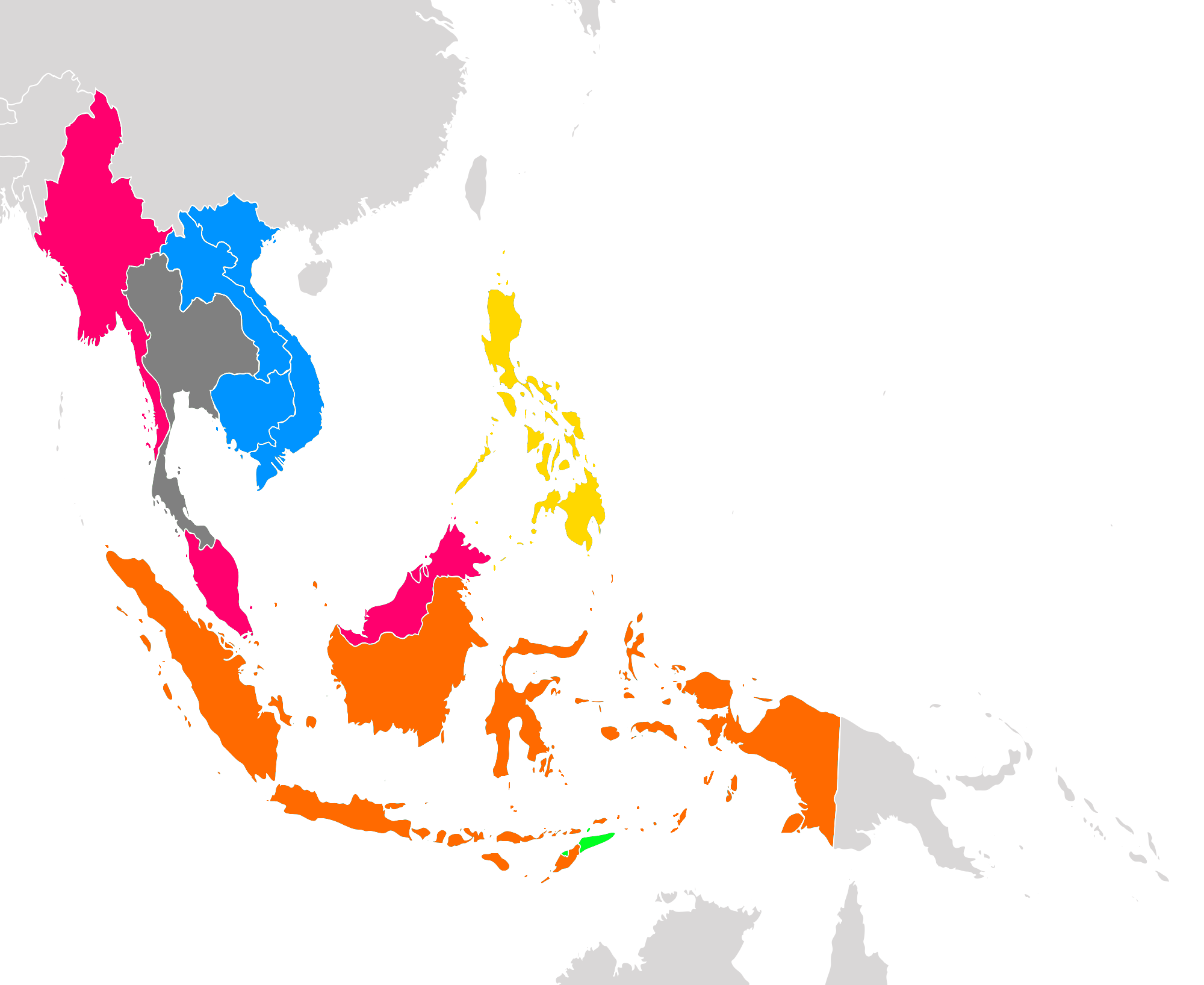
Colonización europea del Sudeste Asiático en 1800.Leyenda:
Francia
Países Bajos
Portugal
España
Reino Unido

Los primeros europeos que visitaron el Sudeste Asiático fueron Marco Polo en el siglo XIII, al servicio de Kublai Khan, y Niccolò de' Conti a principios del siglo XV. Los viajes regulares y trascendentales no comenzaron hasta el siglo XVI, tras la llegada de los portugueses, que buscaban activamente un comercio directo y competitivo. Solían ir acompañados de misioneros, que esperaban promover el cristianismo.
Portugal fue la primera potencia europea en establecer una cabeza de puente en la lucrativa ruta comercial marítima del Sudeste Asiático, con la conquista del sultanato de Malaca en 1511. Los Países Bajos y España le siguieron y pronto desbancaron a Portugal como principales potencias europeas en la región. En 1599, España empezó a colonizar Filipinas a través del Virreinato de Nueva España, gobernado por México, del que Filipinas era territorio. En 1619, actuando a través de la Compañía Neerlandesa de las Indias Orientales, los holandeses tomaron la ciudad de Sunda Kelapa y la rebautizaron Batavia (actual Yakarta) como base para el comercio y la expansión hacia las demás partes de Java y el territorio circundante. En 1641, los holandeses arrebataron Malaca a los portugueses. Las oportunidades económicas atrajeron a un gran número de chinos de ultramar a la región. En 1775, se estableció en Kalimantan Occidental, Indonesia, la República de Lanfang, posiblemente la primera república de la región, como estado tributario del Imperio Qing; la república duró hasta 1884, cuando cayó bajo ocupación holandesa al disminuir la influencia Qing.

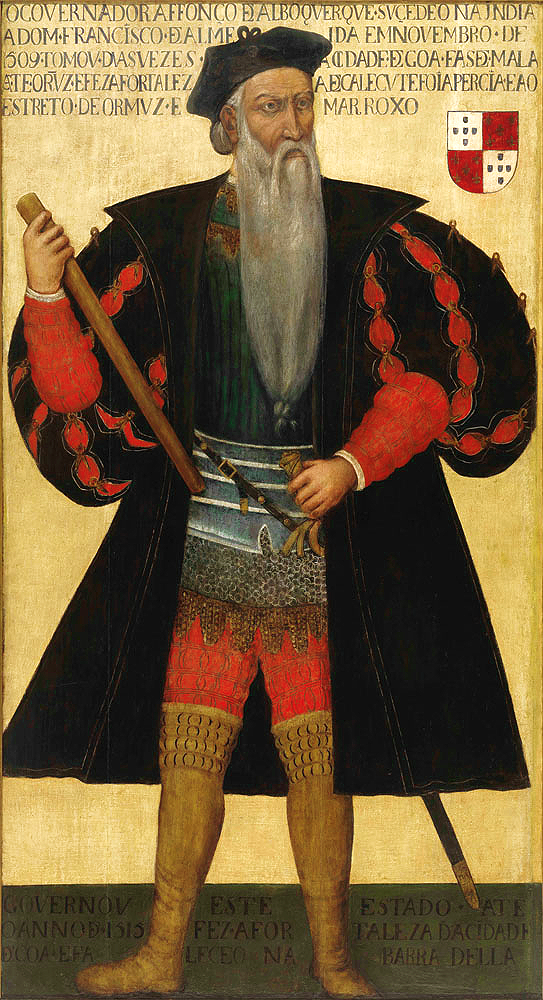
Retrato de Afonso de Albuquerque, el primer europeo que conquistó una parte del Sudeste Asiático de Malaca.

Los británicos, bajo la forma de la Compañía de las Indias Orientales dirigida por Josiah Child, tuvieron poco interés o impacto en la región, y fueron efectivamente expulsados tras la Guerra Anglo-Siamesa. Más tarde, Gran Bretaña dirigió su atención al golfo de Bengala tras la Paz con Francia y España (1783). Durante los conflictos, Gran Bretaña había luchado por la superioridad naval con los franceses, y la necesidad de buenos puertos se hizo evidente. La isla de Penang había sido señalada a la atención del Gobierno de la India por Francis Light. En 1786, el capitán Francis Light fundó el asentamiento de George Town en el extremo noreste de la isla de Penang, bajo la administración de sir John Macpherson; esto marcó el inicio de la expansión británica en la península malaya.
Los británicos también poseyeron temporalmente territorios holandeses durante las Guerras Napoleónicas; y zonas españolas en la Guerra de los Siete Años. En 1819, Stamford Raffles estableció Singapur como puesto comercial clave para Gran Bretaña en su rivalidad con los holandeses. Sin embargo, su rivalidad se enfrió en 1824, cuando un tratado anglo-neerlandés delimitó sus respectivos intereses en el Sudeste Asiático. El dominio británico en Birmania comenzó con la primera guerra anglo-birmana (1824-1826).
La entrada de Estados Unidos en lo que entonces se llamaba las Indias Orientales (normalmente en referencia al archipiélago malayo) fue discreta. En 1795, un viaje secreto en busca de pimienta zarpó de Salem, Massachusetts, en una travesía de 18 meses que regresó con un cargamento a granel de pimienta, el primero que se importaba así en el país, que se vendió con el extraordinario beneficio del setecientos por cien. En 1831, el mercante Friendship of Salem regresó para informar de que el barco había sido saqueado, y el primer oficial y dos tripulantes asesinados en Sumatra.

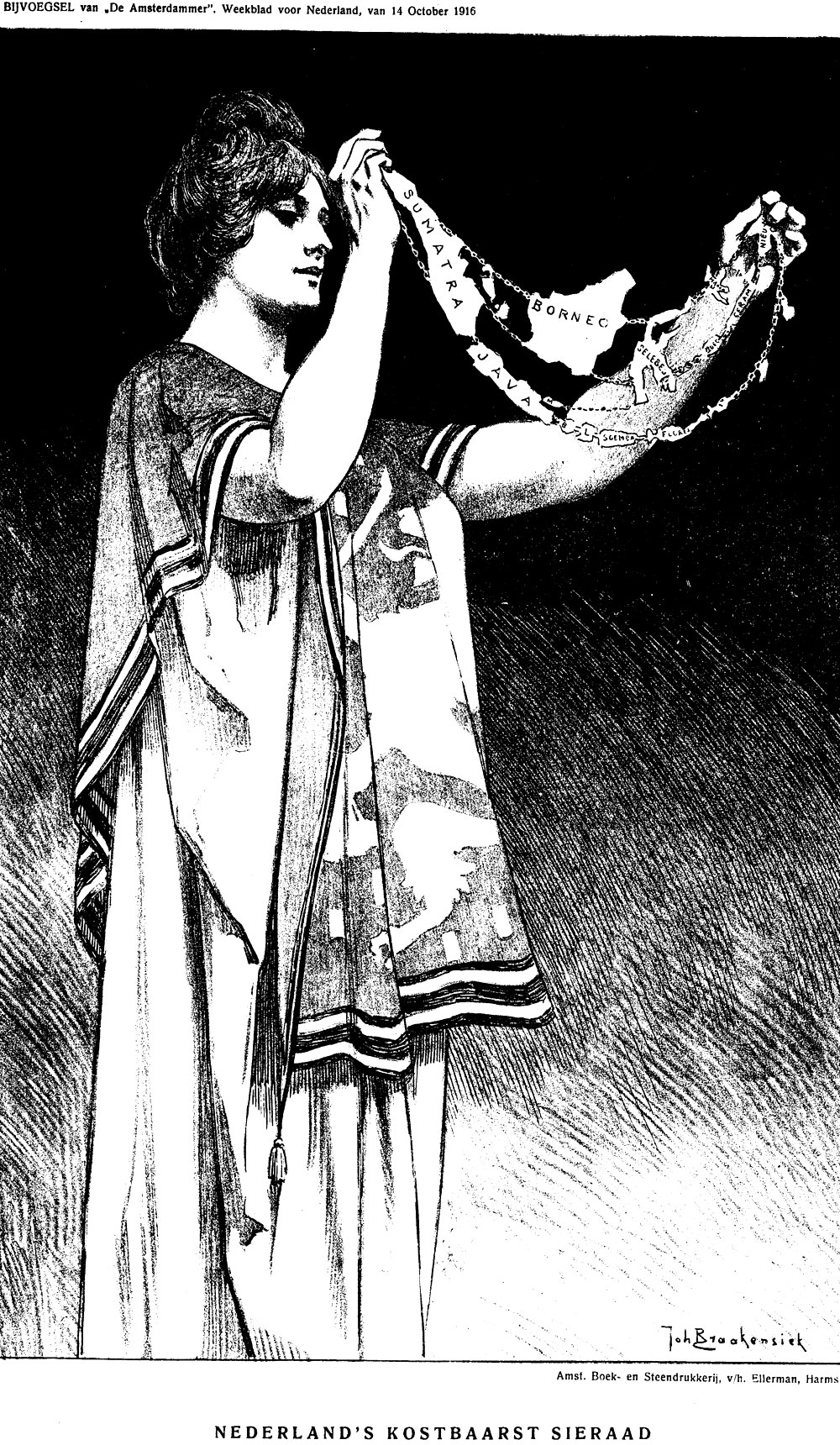
Imaginería imperial neerlandesa que representa las Indias Orientales Neerlandesas (1916). El texto reza «Nuestra joya más preciada».

El Tratado anglo-neerlandés de 1824 obligaba a los holandeses a garantizar la seguridad de la navegación y el comercio terrestre en Aceh y sus alrededores, por lo que enviaron al Real Ejército de las Indias Orientales Neerlandesas en la expedición punitiva de 1831. El presidente Andrew Jackson también ordenó la primera expedición punitiva a Sumatra de Estados Unidos en 1832, a la que siguió otra expedición en 1838. El incidente de Friendship proporcionó así a los holandeses una razón para apoderarse de Ache; y a Jackson, para enviar al diplomático Edmund Roberts, que en 1833 consiguió el Tratado Roberts con Siam. En las negociaciones de 1856 para la enmienda de este tratado, Townsend Harris expuso la posición de Estados Unidos:
Estados Unidos no tiene posesiones en Oriente, ni las desea. Su forma de gobierno prohíbe tener colonias. Por lo tanto, Estados Unidos no puede ser objeto de celos por parte de ninguna potencia oriental. Lo que el Presidente desea establecer con Siam son relaciones comerciales pacíficas, que otorguen y reciban beneficios, y tal es el objeto de mi misión.
A partir de finales de la década de 1850, mientras la atención de Estados Unidos se desplazaba hacia el mantenimiento de su unión, el ritmo de la colonización europea se aceleró considerablemente. Este fenómeno, denominado Nuevo Imperialismo, supuso la conquista de casi todos los territorios del Sudeste Asiático por parte de las potencias coloniales. La Compañía Holandesa de las Indias Orientales y la Compañía Británica de las Indias Orientales fueron disueltas por sus respectivos gobiernos, que asumieron la administración directa de las colonias.

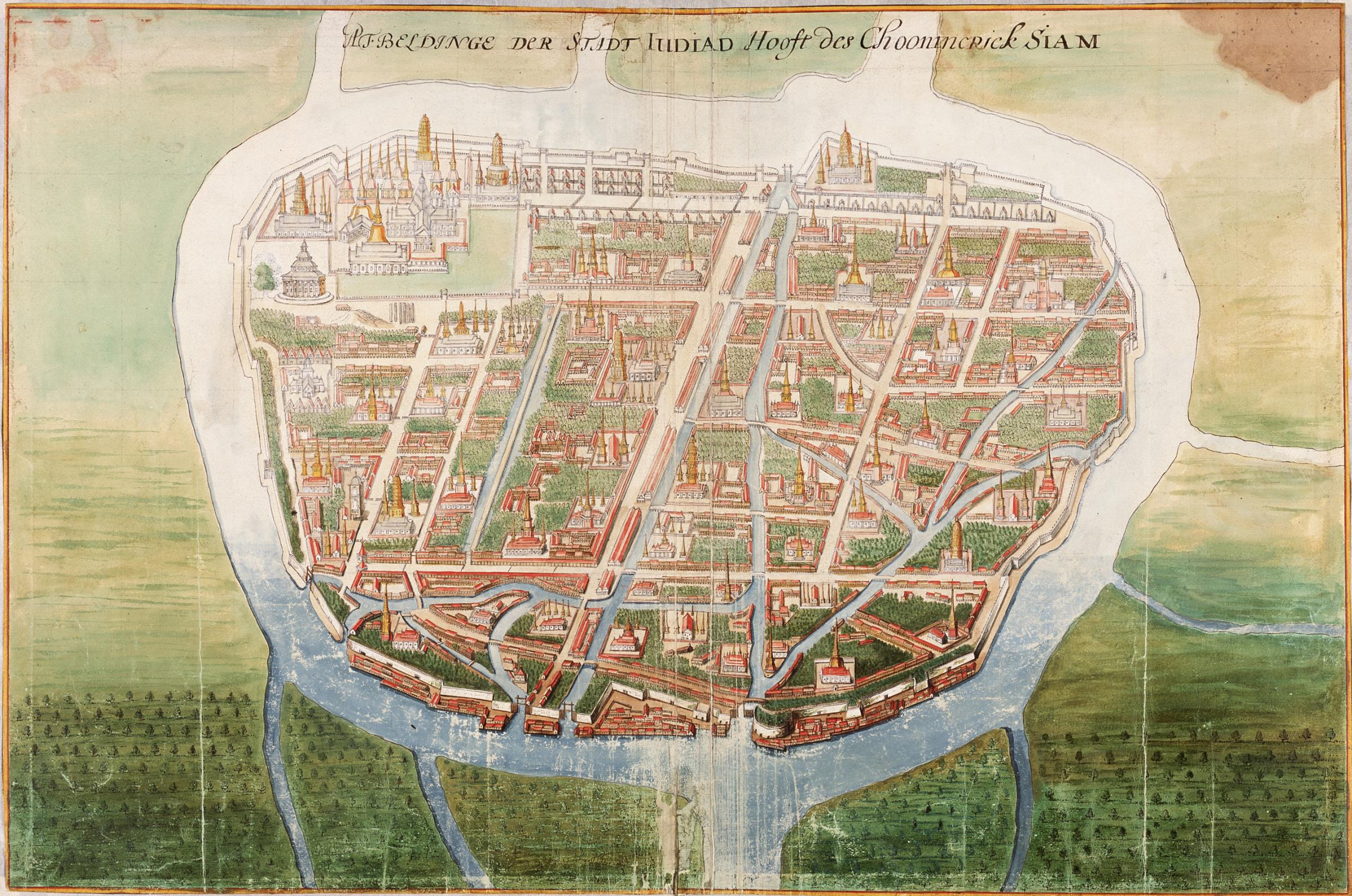
Mapa de la ciudad tailandesa de Ayutthaya realizado por el cartógrafo neerlandés Johannes Vingboons en 1665. Durante el periodo del colonialismo europeo en el Sudeste Asiático, sólo Tailandia se salvó del dominio occidental.

Sólo Tailandia se libró de la experiencia del dominio extranjero, aunque también se vio muy afectada por la política de poder de las potencias occidentales. Las reformas de Monthon de finales del siglo XIX, que se prolongaron hasta 1910 aproximadamente, impusieron una forma de gobierno occidentalizada en las ciudades parcialmente independientes del país, denominadas Mueang, de modo que podría decirse que el país se colonizó a sí mismo con éxito. No obstante, las potencias occidentales siguieron interfiriendo en los asuntos internos y externos.

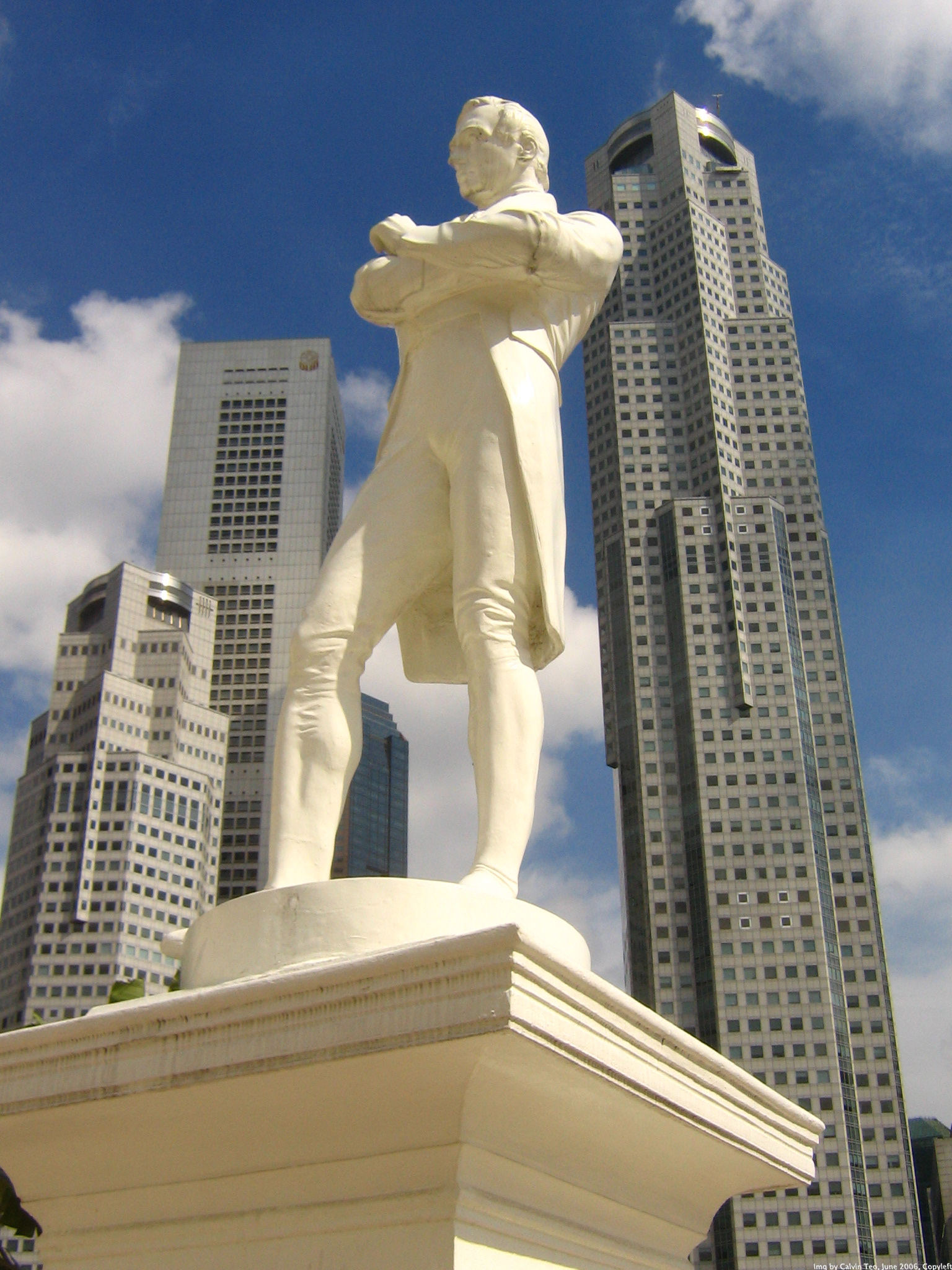
Estatua de Stamford Raffles en Singapur. La ciudad portuaria fue el centro del dominio británico en el Sudeste Asiático y se ha convertido en uno de los principales centros comerciales del mundo

En 1913, los británicos habían ocupado Birmania, Malaya y los territorios del norte de Borneo, los franceses controlaban Indochina, los neerlandeses gobernaban las Indias Orientales Neerlandesas, mientras que Portugal conseguía mantener el Timor portugués. En Filipinas, el motín de Cavite de 1872 fue precursor de la Revolución filipina (1896-1898). Cuando comenzó la guerra hispano-estadounidense en Cuba en 1898, los revolucionarios filipinos declararon la independencia de Filipinas y establecieron la Primera República Filipina al año siguiente. En el Tratado de París de 1898, que puso fin a la guerra con España, Estados Unidos obtuvo Filipinas y otros territorios; al negarse a reconocer a la naciente república, Estados Unidos dio marcha atrás en su postura de 1856. Esto condujo directamente a la guerra filipino-estadounidense, en la que la Primera República fue derrotada; siguieron guerras con la República de Zamboanga, la República de Negros y la República de Katagalugan, todas ellas también derrotadas.
El dominio colonial tuvo un profundo efecto en el Sudeste Asiático. Aunque las potencias coloniales sacaron mucho provecho de los vastos recursos y el gran mercado de la región, el dominio colonial desarrolló la región en diversa medida. La agricultura comercial, la minería y una economía basada en la exportación se desarrollaron rápidamente durante este periodo. La introducción del cristianismo por parte de los colonizadores también tuvo un profundo efecto en el cambio social.
El aumento de la demanda de mano de obra dio lugar a una inmigración masiva, especialmente de la India británicas y China, que provocó un cambio demográfico masivo. Las instituciones de un Estado nación moderno, como una burocracia estatal, tribunales de justicia, medios de comunicación impresos y, en menor medida, la educación moderna, sembraron las semillas de los incipientes movimientos nacionalistas en los territorios coloniales. En los años de entreguerras, estos movimientos nacionalistas crecieron y a menudo chocaron con las autoridades coloniales cuando exigieron la autodeterminación.

## Sudeste Asiático delsigloXX

### Invasión y ocupaciones japonesas

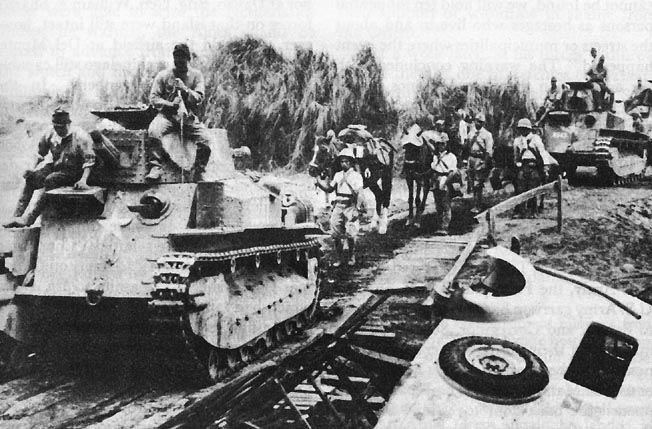
El ejército imperial japonés entrando en Manila, enero de 1942.

En septiembre de 1940, tras la caída de Francia y en cumplimiento de los objetivos bélicos del Japón Imperial en el Pacífico, el Ejército Imperial Japonés invadió la Indochina francesa de Vichy, lo que terminó en el abortado golpe de Estado japonés en la Indochina francesa del 9 de marzo de 1945. El 5 de enero de 1941, Tailandia inició la guerra franco-tailandesa, finalizada el 9 de mayo de 1941 por un tratado impuesto por Japón y firmado en Tokio. Los días 7 y 8 de diciembre comenzó la entrada de Japón en la Segunda Guerra Mundial con la invasión de Tailandia, el único país invadido que mantuvo una independencia nominal, debido a su alianza política y militar con los japoneses; el 10 de mayo de 1942, su Ejército Payap del noroeste invadió Birmania durante la Campaña de Birmania. Desde 1941 hasta el final de la guerra, los japoneses ocuparon Camboya, Malaya y Filipinas, que acabaron en movimientos independentistas. La ocupación japonesa de Filipinas condujo a la formación de la Segunda República Filipina, formalmente disuelta en Tokio el 17 de agosto de 1945. También el 17 de agosto se leyó la proclamación de la independencia de Indonesia, que puso fin a la ocupación japonesa de las Indias Orientales Neerlandesas desde marzo de 1942.

### Descolonización de posguerra

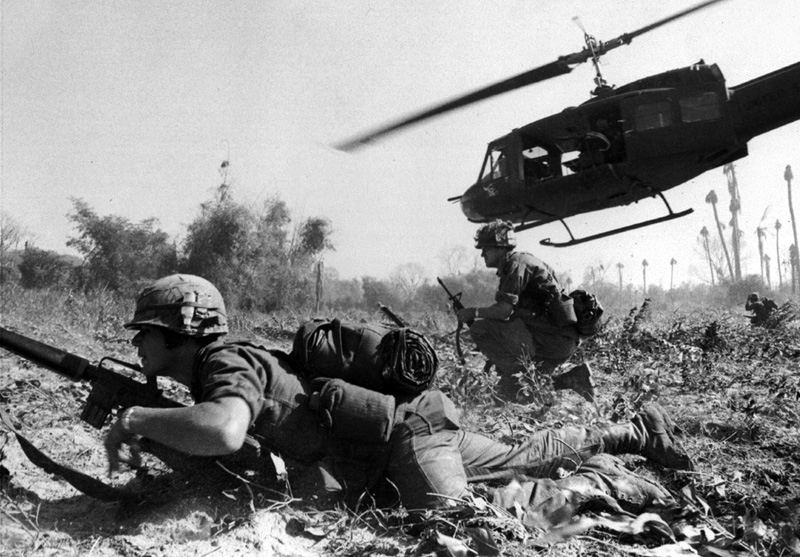
Operaciones de combate en el valle de Ia Drang, durante la guerra de Vietnam, noviembre de 1965.

Con los rejuvenecidos movimientos nacionalistas a la espera, los europeos regresaron a un Sudeste Asiático muy diferente tras la Segunda Guerra Mundial. Indonesia declaró su independencia el 17 de agosto de 1945 y posteriormente libró una encarnizada guerra contra los neerlandeses que regresaban; Estados Unidos concedió la independencia a Filipinas en 1946; Birmania se independizó de Gran Bretaña en 1948, y los franceses fueron expulsados de Indochina en 1954 tras una encarnizada guerra (la Guerra de Indochina) contra los nacionalistas vietnamitas. Las Naciones Unidas proporcionaron un foro para el nacionalismo, la autodefinición posterior a la independencia, la construcción de la nación y la adquisición de integridad territorial para muchas naciones recién independizadas.
Durante la Guerra Fría, contrarrestar la amenaza del comunismo fue uno de los temas principales del proceso de descolonización. Tras reprimir la insurrección comunista durante la Emergencia Malaya de 1948 a 1960, Gran Bretaña concedió la independencia a Malaya y, más tarde, a Singapur, Sabah y Sarawak en 1957 y 1963, respectivamente, en el marco de la Federación de Malasia. En uno de los incidentes de violencia más sangrientos de la Guerra Fría en el Sudeste Asiático, el general Suharto tomó el poder en Indonesia en 1965 e inició una masacre de aproximadamente 500.000 presuntos miembros del Partido Comunista de Indonesia (PKI, en indonesio: Partai Komunis Indonesia).
Tras la independencia de los estados de Indochina con la batalla de Dien Bien Phu, los intentos norvietnamitas de conquistar Vietnam del Sur dieron lugar a la Guerra de Vietnam. El conflicto se extendió a Laos y Camboya, con una fuerte intervención de Estados Unidos. Al final de la guerra, en 1975, todos estos países estaban controlados por partidos comunistas. Tras la victoria comunista, se libraron en la región dos guerras entre estados comunistas: la guerra camboyano-vietnamita de 1975-89 y la guerra chino-vietnamita de 1979. La victoria de los Jemeres Rojos en Camboya dio lugar al genocidio camboyano.
En 1975, el dominio portugués terminó en Timor Oriental. Sin embargo, la independencia duró poco, ya que Indonesia se anexionó el territorio poco después. Sin embargo, tras más de 20 años de lucha contra Indonesia, Timor Oriental consiguió su independencia y fue reconocido por la ONU en 2002. Por último, Gran Bretaña puso fin a su protectorado del Sultanato de Brunéi en 1984, marcando el fin del dominio europeo en el Sudeste Asiático.

## Sudeste Asiático contemporáneo

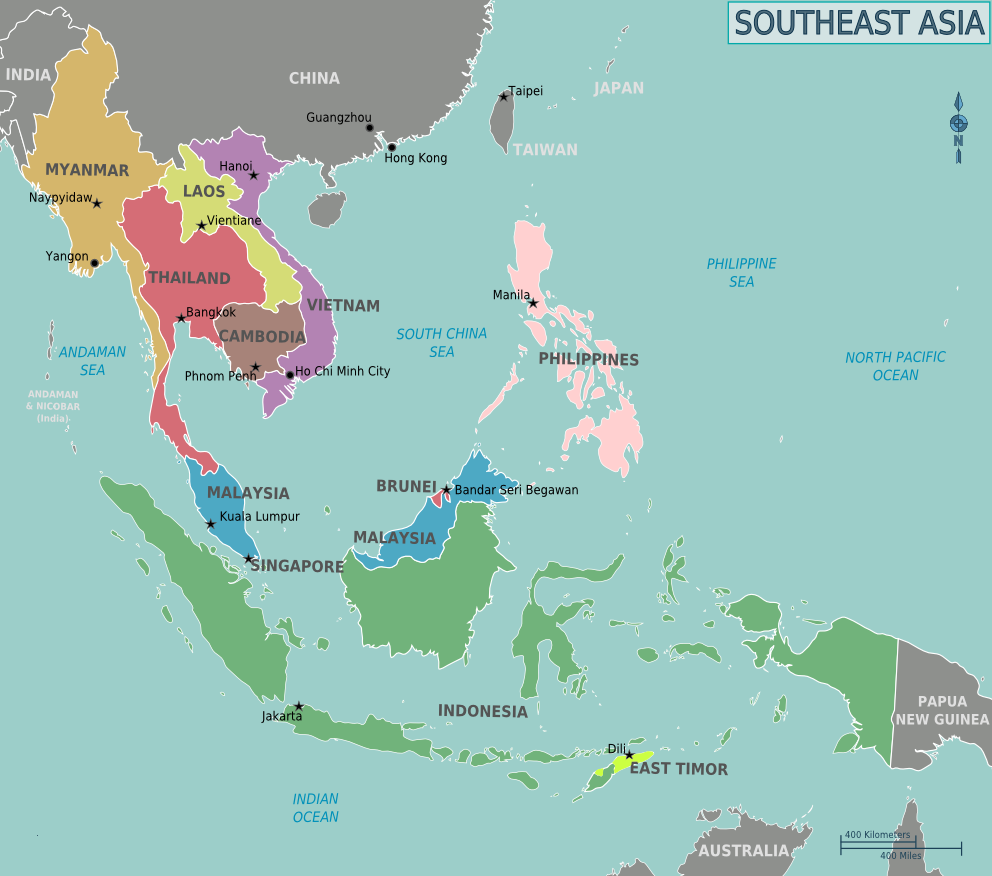
Mapa político contemporáneo del Sudeste Asiático

El Sudeste Asiático moderno se ha caracterizado por el elevado crecimiento económico de la mayoría de los países y una mayor integración regional. Indonesia, Malasia, Filipinas, Singapur y Tailandia han experimentado tradicionalmente un alto crecimiento y son reconocidos comúnmente como los países más desarrollados de la región. Últimamente, Vietnam también ha experimentado un auge económico. Sin embargo, Birmania, Camboya, Laos y el recién independizado Timor Oriental siguen rezagados económicamente.

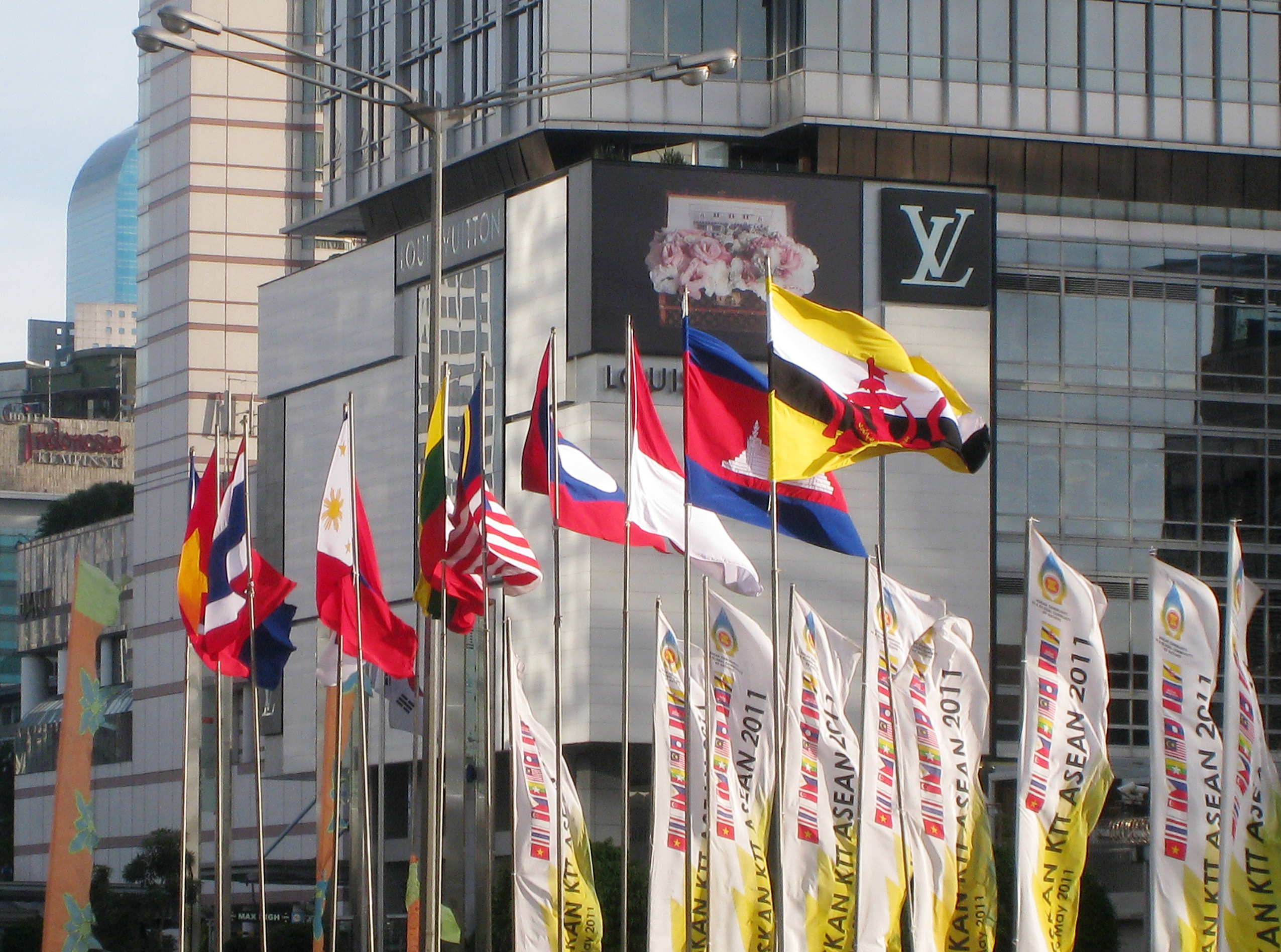
Banderas de los miembros de la ASEAN en Yakarta

El 8 de agosto de 1967, Tailandia, Indonesia, Malasia, Singapur y Filipinas fundaron la Asociación de Naciones de Asia Sudoriental (ASEAN). Desde la admisión de Camboya en la unión en 1999, Timor Oriental es el único país del Sudeste Asiático que no forma parte de la ASEAN, aunque hay planes en marcha para su eventual adhesión. El objetivo de la asociación es mejorar la cooperación entre la comunidad del Sudeste Asiático. La Zona de Libre Comercio de la ASEAN se ha creado para fomentar el comercio entre sus miembros. La ASEAN también ha sido pionera en una mayor integración de la región Asia-Pacífico a través de las Cumbres de Asia Oriental.

## Más información
- Reid, Anthony (2015). A History of Southeast Asia: Critical Crossroads. Blackwell History of the World (en inglés).
- Fisher, Charles Alfred (1964). South-east Asia: a social, economic, and political geography (en inglés). Methuen. ISBN 9789070080600.
- Hall, D. G. E. (1981). A History of South-East Asia (en inglés). versión online de la edición de 1955, 810pp (4° edición).
- Cœdès, George (1968).  Walter F. Vella, ed. The Indianized States of Southeast Asia (en inglés). trad. Susan Brown Cowing. University of Hawaii Press. ISBN 978-0-8248-0368-1.
- Lokesh, Chandra; International Academy of Indian Culture, eds. (2000). Society and culture of Southeast Asia: Continuities and changes. New Delhi: International Academy of Indian Culture and Aditya Prakashan (en inglés).
- Daigorō Chihara (1996). Hindu-Buddhist Architecture in Southeast Asia (en inglés). BRILL. ISBN 978-90-04-10512-6.
- Church, Peter (3 de febrero de 2012). A Short History of South-East Asia (en inglés). John Wiley & Sons. ISBN 978-1-118-35044-7.
- Cœdès, George (1968). The Indianized States of South-East Asia (en inglés). University of Hawaii Press. ISBN 978-0-8248-0368-1.
- Embree, Ainslie T., ed. (1988). Encyclopedia of Asian history (en inglés). vol. 1 online; vol 2 online; vol 3 online; vol 4 online.
- von Glahn, Richard (27 de diciembre de 1996). Fountain of Fortune: Money and Monetary Policy in China, 1000-1700 (en inglés). University of California Press. ISBN 978-0-520-91745-3.
- Bernard Philippe Groslier (1962). The art of Indochina: including Thailand, Vietnam, Laos and Cambodia (en inglés). Crown Publishers.
- Hall, Kenneth R. A History of Early Southeast Asia: Maritime Trade and Societal Development, 100–1500 (en inglés). Rowman & Littlefield Publishers. ISBN 978-0-7425-6762-7.
- Holt, Peter Malcolm; Lewis, Bernard (1977). The Cambridge History of Islam (en inglés). Cambridge University Press. ISBN 978-0-521-29137-8.
- Matheson Hooker, Virginia (2003). A Short History of Malaysia: Linking East and West (en inglés). Allen & Unwin. ISBN 978-1-86448-955-2.
- Howard, Michael C. (23 de febrero de 2012). Transnationalism in Ancient and Medieval Societies: The Role of Cross-Border Trade and Travel (en inglés). McFarland. ISBN 978-0-7864-9033-2.
- King, Victor T. (2008). The Sociology of Southeast Asia: Transformations in a Developing Region (en inglés). NIAS Press. ISBN 978-87-91114-60-1.
- Paul Michel Munoz (2006). Early Kingdoms of the Indonesian Archipelago and the Malay Peninsula (en inglés). National Book Network. ISBN 978-981-4155-67-0.
- D. R. SarDesai (2003). Southeast Asia, Past and Present (en inglés). Westview Press. ISBN 978-0-8133-4143-9.Heidhues, Mary Somer. Southeast Asia: A Concise History (en inglés). ISBN 0-500-28303-6.
- Heidhues, Mary Somer. Southeast Asia: A Concise History (en inglés). ISBN 0-500-28303-6.
- Majumdar, R.C. (1979). India and South-East Asia (en inglés). I.S.P.Q.S. History and Archaeology Series Vol. 6. ISBN 978-81-7018-046-3.
- Ooi, Keat Gin, ed. (2004). Southeast Asia: A Historical Encyclopedia, from Angkor Wat to East Timor, Volume 1 [Edición ilustrada] (en inglés). ABC-CLIO. ISBN 978-1576077702. Consultado el 24 de abril de 2014.
- Guy, John (1986). Oriental trade ceramics in South-East Asia, ninth to sixteenth centuries: with a catalogue of Chinese, Vietnamese and Thai wares in Australian collections (en inglés) (Edición ilustrada, revisada). Oxford University Press. ISBN 9780195825930.
- Marr, David G.; Crothers Milner, Anthony (1986). Southeast Asia in the 9th to 14th Centuries (en inglés). Instituto de Estudios del Sudeste Asiático. ISBN 978-9971-988-39-5.
- Osborne, Milton (2000). Southeast Asia. An introductory history (en inglés). ISBN 1-86508-390-9.
- Pluvier, Jan M. (1995). Historical Atlas of South-East Asia (en inglés). E.J. Brill. ISBN 978-90-04-10238-5.
- Reid, Anthony (9 de mayo de 1990). Southeast Asia in the Age of Commerce, 1450-1680: The Lands Below the Winds (en inglés). Yale University Press. ISBN 978-0-300-04750-9.
- Reid, Anthony (1 de agosto de 2000). Charting the Shape of Early Modern Southeast Asia (en inglés). Silkworm Books. ISBN 978-1-63041-481-8.
- Scott, James C. (30 de septiembre de 2009). The Art of Not Being Governed: An Anarchist History of Upland Southeast Asia. Yale Agrarian Studies Series (en inglés). Yale University Press. p. 464. ISBN 0300152280.
- Tarling, Nicholas (ed.). The Cambridge history of Southeast Asia (en inglés). Vol I-IV. ISBN 0-521-66369-5.
- R. C. Majumdar. Study of Sanskrit in South-East Asia (en inglés).
- R. C. Majumdar (1979). India and South-East Asia, I.S.P.Q.S. History and Archaeology Series (en inglés). Vol. 6. ISBN 81-7018-046-5.
- Paul Michel Munoz (2006). Early Kingdoms of the Indonesian Archipelago and the Malay Peninsula (en inglés). Editions Didier Millet. ISBN 978-981-4155-67-0.
- Reid, Anthony (1993). Southeast Asia in the Age of Commerce, 1450-1680: Expansion and crisis, Volume 2 (en inglés). 2 of Southeast Asia in the Age of Commerce, 1450-1680 (Edición ilustrada). Yale University Press. ISBN 978-0300054125. Consultado el 24 de abril de 2014.
- Reid, Anthony; Alilunas-Rodgers, Kristine, eds. (1996). Sojourners and Settlers: Histories of Southeast China and the Chinese (en inglés). Kristine Alilunas-Rodgers, colaboradora (Edición ilustrada, reimpresión). University of Hawaii Press. ISBN 978-0824824464.
- Schafer, Edward H. (1963). The Golden Peaches of Samarkand: A Study of Tʻang Exotics (en inglés). University of California Press.
- Paz, Victor; Solheim, II, Wilhelm G., eds. (2004). Southeast Asian Archaeology: Wilhelm G. Solheim II Festschrift (en inglés) (Edición ilustrada). University of the Philippines Press. ISBN 978-9715424516.
- Yule, Paul (1985). The Bronze Age Metalwork of India. Prähistorische Bronzefunde XX (en alemán) 8. Múnich. ISBN 3 406 30440 0.
- Demeter, F.; Shackelford, L. L.; Bacon, A.-M.; Duringer, P.; Westaway, K.; Sayavongkhamdy, T.; Braga, J.; Sichanthongtip, P. et al. (20 de agosto de 2012). «Anatomically modern human in Southeast Asia (Laos) by 46 ka». Proceedings of the National Academy of Sciences (en inglés) 109 (36): 14375-14380. Bibcode:2012PNAS..10914375D. PMC 3437904. PMID 22908291. doi:10.1073/pnas.1208104109.
- Marwick, Ben (Enero de 2008). «Stone artefacts and recent research in the archaeology of mainland Southeast Asian hunter-gatherers». Before Farming (en inglés) 2008 (4): 1-19. doi:10.3828/bfarm.2008.4.1.
- The South East Asian Review (en inglés). Instituto de Estudios del Sudeste Asiático. 1995.
- Southeast Asia (en inglés). Lonely Planet. 15 de septiembre de 2010. ISBN 978-1-74220-377-5.
- Tri thức Đông Nam Á (en vietnamita). Nhà xuá̂t bản Chính trị quó̂c gia. 2008. p. 208.
- Thailandia (en italiano). Touring Editore. 2005. ISBN 978-88-365-3327-5.